# Match Garry Kasparov vs Deep Junior
Garry Kasparov vs Deep Junior foi um match de xadrez realizado entre 26 de Janeiro e 7 de Fevereiro no ano de 2003 sancionado pela Federação Internacional de Xadrez. O match terminou em empate de 3-3 com uma vitória para cada jogador e 4 empates.

## Match
O match foi realizado no New York Athletic Club em Nova Iorque nos Estados Unidos. A premiação foi de $1,000,000 no total sendo $500,000 para a participação de Kasparov e a metade restante dividindo-se entre os dois baseado no resultado final sendo $300,000 para o vencedor, $200,000 para o perdedor e $250,000 para ambos em caso de empate.
O tempo de jogo foi com 120 minutos para cada jogador no início de jogo, acrescentado mais 60 minutos a partir do movimento 40 e mais 30 minutos a partir do movimento 60.
|                | Jogo 1 | Jogo 2 | Jogo 3 | Jogo 4 | Jogo 5 | Jogo 6 | Final |
| -------------- | ------ | ------ | ------ | ------ | ------ | ------ | ----- |
| Garry Kasparov | 1      | ½      | 0      | ½      | ½      | ½      | 3     |
| Deep Junior    | 0      | ½      | 1      | ½      | ½      | ½      | 3     |

Obs - As notações do jogo estão no sistema algébrico abreviado

## Jogadores

### Garry Kasparov
O ELO de Kasparov no momento em que ocorreu esse match era de 2847 pontos sendo o primeiro colocado no ranking mundial da FIDE.

### Deep Junior
No momento desse match, Deep Junior era o então campeão mundial de computadores.

## Jogo 1
|   | a | b | c | d | e | f | g | h |   |
| 8 | a8 preto torre · g8 preto rei · a7 preto peão · c7 branco torre · f7 preto peão · g7 preto peão · h7 preto peão · g6 preto cavalo · b5 preto bispo · e5 preto peão · g5 branco peão · h5 preto cavalo · e4 branco peão · e3 branco bispo · a2 branco peão · d2 branco cavalo · f2 branco peão · h2 branco peão · a1 branco rei · e1 branco torre | a8 preto torre · g8 preto rei · a7 preto peão · c7 branco torre · f7 preto peão · g7 preto peão · h7 preto peão · g6 preto cavalo · b5 preto bispo · e5 preto peão · g5 branco peão · h5 preto cavalo · e4 branco peão · e3 branco bispo · a2 branco peão · d2 branco cavalo · f2 branco peão · h2 branco peão · a1 branco rei · e1 branco torre | a8 preto torre · g8 preto rei · a7 preto peão · c7 branco torre · f7 preto peão · g7 preto peão · h7 preto peão · g6 preto cavalo · b5 preto bispo · e5 preto peão · g5 branco peão · h5 preto cavalo · e4 branco peão · e3 branco bispo · a2 branco peão · d2 branco cavalo · f2 branco peão · h2 branco peão · a1 branco rei · e1 branco torre | a8 preto torre · g8 preto rei · a7 preto peão · c7 branco torre · f7 preto peão · g7 preto peão · h7 preto peão · g6 preto cavalo · b5 preto bispo · e5 preto peão · g5 branco peão · h5 preto cavalo · e4 branco peão · e3 branco bispo · a2 branco peão · d2 branco cavalo · f2 branco peão · h2 branco peão · a1 branco rei · e1 branco torre | a8 preto torre · g8 preto rei · a7 preto peão · c7 branco torre · f7 preto peão · g7 preto peão · h7 preto peão · g6 preto cavalo · b5 preto bispo · e5 preto peão · g5 branco peão · h5 preto cavalo · e4 branco peão · e3 branco bispo · a2 branco peão · d2 branco cavalo · f2 branco peão · h2 branco peão · a1 branco rei · e1 branco torre | a8 preto torre · g8 preto rei · a7 preto peão · c7 branco torre · f7 preto peão · g7 preto peão · h7 preto peão · g6 preto cavalo · b5 preto bispo · e5 preto peão · g5 branco peão · h5 preto cavalo · e4 branco peão · e3 branco bispo · a2 branco peão · d2 branco cavalo · f2 branco peão · h2 branco peão · a1 branco rei · e1 branco torre | a8 preto torre · g8 preto rei · a7 preto peão · c7 branco torre · f7 preto peão · g7 preto peão · h7 preto peão · g6 preto cavalo · b5 preto bispo · e5 preto peão · g5 branco peão · h5 preto cavalo · e4 branco peão · e3 branco bispo · a2 branco peão · d2 branco cavalo · f2 branco peão · h2 branco peão · a1 branco rei · e1 branco torre | a8 preto torre · g8 preto rei · a7 preto peão · c7 branco torre · f7 preto peão · g7 preto peão · h7 preto peão · g6 preto cavalo · b5 preto bispo · e5 preto peão · g5 branco peão · h5 preto cavalo · e4 branco peão · e3 branco bispo · a2 branco peão · d2 branco cavalo · f2 branco peão · h2 branco peão · a1 branco rei · e1 branco torre | 8 |
| 7 | a8 preto torre · g8 preto rei · a7 preto peão · c7 branco torre · f7 preto peão · g7 preto peão · h7 preto peão · g6 preto cavalo · b5 preto bispo · e5 preto peão · g5 branco peão · h5 preto cavalo · e4 branco peão · e3 branco bispo · a2 branco peão · d2 branco cavalo · f2 branco peão · h2 branco peão · a1 branco rei · e1 branco torre | a8 preto torre · g8 preto rei · a7 preto peão · c7 branco torre · f7 preto peão · g7 preto peão · h7 preto peão · g6 preto cavalo · b5 preto bispo · e5 preto peão · g5 branco peão · h5 preto cavalo · e4 branco peão · e3 branco bispo · a2 branco peão · d2 branco cavalo · f2 branco peão · h2 branco peão · a1 branco rei · e1 branco torre | a8 preto torre · g8 preto rei · a7 preto peão · c7 branco torre · f7 preto peão · g7 preto peão · h7 preto peão · g6 preto cavalo · b5 preto bispo · e5 preto peão · g5 branco peão · h5 preto cavalo · e4 branco peão · e3 branco bispo · a2 branco peão · d2 branco cavalo · f2 branco peão · h2 branco peão · a1 branco rei · e1 branco torre | a8 preto torre · g8 preto rei · a7 preto peão · c7 branco torre · f7 preto peão · g7 preto peão · h7 preto peão · g6 preto cavalo · b5 preto bispo · e5 preto peão · g5 branco peão · h5 preto cavalo · e4 branco peão · e3 branco bispo · a2 branco peão · d2 branco cavalo · f2 branco peão · h2 branco peão · a1 branco rei · e1 branco torre | a8 preto torre · g8 preto rei · a7 preto peão · c7 branco torre · f7 preto peão · g7 preto peão · h7 preto peão · g6 preto cavalo · b5 preto bispo · e5 preto peão · g5 branco peão · h5 preto cavalo · e4 branco peão · e3 branco bispo · a2 branco peão · d2 branco cavalo · f2 branco peão · h2 branco peão · a1 branco rei · e1 branco torre | a8 preto torre · g8 preto rei · a7 preto peão · c7 branco torre · f7 preto peão · g7 preto peão · h7 preto peão · g6 preto cavalo · b5 preto bispo · e5 preto peão · g5 branco peão · h5 preto cavalo · e4 branco peão · e3 branco bispo · a2 branco peão · d2 branco cavalo · f2 branco peão · h2 branco peão · a1 branco rei · e1 branco torre | a8 preto torre · g8 preto rei · a7 preto peão · c7 branco torre · f7 preto peão · g7 preto peão · h7 preto peão · g6 preto cavalo · b5 preto bispo · e5 preto peão · g5 branco peão · h5 preto cavalo · e4 branco peão · e3 branco bispo · a2 branco peão · d2 branco cavalo · f2 branco peão · h2 branco peão · a1 branco rei · e1 branco torre | a8 preto torre · g8 preto rei · a7 preto peão · c7 branco torre · f7 preto peão · g7 preto peão · h7 preto peão · g6 preto cavalo · b5 preto bispo · e5 preto peão · g5 branco peão · h5 preto cavalo · e4 branco peão · e3 branco bispo · a2 branco peão · d2 branco cavalo · f2 branco peão · h2 branco peão · a1 branco rei · e1 branco torre | 7 |
| 6 | a8 preto torre · g8 preto rei · a7 preto peão · c7 branco torre · f7 preto peão · g7 preto peão · h7 preto peão · g6 preto cavalo · b5 preto bispo · e5 preto peão · g5 branco peão · h5 preto cavalo · e4 branco peão · e3 branco bispo · a2 branco peão · d2 branco cavalo · f2 branco peão · h2 branco peão · a1 branco rei · e1 branco torre | a8 preto torre · g8 preto rei · a7 preto peão · c7 branco torre · f7 preto peão · g7 preto peão · h7 preto peão · g6 preto cavalo · b5 preto bispo · e5 preto peão · g5 branco peão · h5 preto cavalo · e4 branco peão · e3 branco bispo · a2 branco peão · d2 branco cavalo · f2 branco peão · h2 branco peão · a1 branco rei · e1 branco torre | a8 preto torre · g8 preto rei · a7 preto peão · c7 branco torre · f7 preto peão · g7 preto peão · h7 preto peão · g6 preto cavalo · b5 preto bispo · e5 preto peão · g5 branco peão · h5 preto cavalo · e4 branco peão · e3 branco bispo · a2 branco peão · d2 branco cavalo · f2 branco peão · h2 branco peão · a1 branco rei · e1 branco torre | a8 preto torre · g8 preto rei · a7 preto peão · c7 branco torre · f7 preto peão · g7 preto peão · h7 preto peão · g6 preto cavalo · b5 preto bispo · e5 preto peão · g5 branco peão · h5 preto cavalo · e4 branco peão · e3 branco bispo · a2 branco peão · d2 branco cavalo · f2 branco peão · h2 branco peão · a1 branco rei · e1 branco torre | a8 preto torre · g8 preto rei · a7 preto peão · c7 branco torre · f7 preto peão · g7 preto peão · h7 preto peão · g6 preto cavalo · b5 preto bispo · e5 preto peão · g5 branco peão · h5 preto cavalo · e4 branco peão · e3 branco bispo · a2 branco peão · d2 branco cavalo · f2 branco peão · h2 branco peão · a1 branco rei · e1 branco torre | a8 preto torre · g8 preto rei · a7 preto peão · c7 branco torre · f7 preto peão · g7 preto peão · h7 preto peão · g6 preto cavalo · b5 preto bispo · e5 preto peão · g5 branco peão · h5 preto cavalo · e4 branco peão · e3 branco bispo · a2 branco peão · d2 branco cavalo · f2 branco peão · h2 branco peão · a1 branco rei · e1 branco torre | a8 preto torre · g8 preto rei · a7 preto peão · c7 branco torre · f7 preto peão · g7 preto peão · h7 preto peão · g6 preto cavalo · b5 preto bispo · e5 preto peão · g5 branco peão · h5 preto cavalo · e4 branco peão · e3 branco bispo · a2 branco peão · d2 branco cavalo · f2 branco peão · h2 branco peão · a1 branco rei · e1 branco torre | a8 preto torre · g8 preto rei · a7 preto peão · c7 branco torre · f7 preto peão · g7 preto peão · h7 preto peão · g6 preto cavalo · b5 preto bispo · e5 preto peão · g5 branco peão · h5 preto cavalo · e4 branco peão · e3 branco bispo · a2 branco peão · d2 branco cavalo · f2 branco peão · h2 branco peão · a1 branco rei · e1 branco torre | 6 |
| 5 | a8 preto torre · g8 preto rei · a7 preto peão · c7 branco torre · f7 preto peão · g7 preto peão · h7 preto peão · g6 preto cavalo · b5 preto bispo · e5 preto peão · g5 branco peão · h5 preto cavalo · e4 branco peão · e3 branco bispo · a2 branco peão · d2 branco cavalo · f2 branco peão · h2 branco peão · a1 branco rei · e1 branco torre | a8 preto torre · g8 preto rei · a7 preto peão · c7 branco torre · f7 preto peão · g7 preto peão · h7 preto peão · g6 preto cavalo · b5 preto bispo · e5 preto peão · g5 branco peão · h5 preto cavalo · e4 branco peão · e3 branco bispo · a2 branco peão · d2 branco cavalo · f2 branco peão · h2 branco peão · a1 branco rei · e1 branco torre | a8 preto torre · g8 preto rei · a7 preto peão · c7 branco torre · f7 preto peão · g7 preto peão · h7 preto peão · g6 preto cavalo · b5 preto bispo · e5 preto peão · g5 branco peão · h5 preto cavalo · e4 branco peão · e3 branco bispo · a2 branco peão · d2 branco cavalo · f2 branco peão · h2 branco peão · a1 branco rei · e1 branco torre | a8 preto torre · g8 preto rei · a7 preto peão · c7 branco torre · f7 preto peão · g7 preto peão · h7 preto peão · g6 preto cavalo · b5 preto bispo · e5 preto peão · g5 branco peão · h5 preto cavalo · e4 branco peão · e3 branco bispo · a2 branco peão · d2 branco cavalo · f2 branco peão · h2 branco peão · a1 branco rei · e1 branco torre | a8 preto torre · g8 preto rei · a7 preto peão · c7 branco torre · f7 preto peão · g7 preto peão · h7 preto peão · g6 preto cavalo · b5 preto bispo · e5 preto peão · g5 branco peão · h5 preto cavalo · e4 branco peão · e3 branco bispo · a2 branco peão · d2 branco cavalo · f2 branco peão · h2 branco peão · a1 branco rei · e1 branco torre | a8 preto torre · g8 preto rei · a7 preto peão · c7 branco torre · f7 preto peão · g7 preto peão · h7 preto peão · g6 preto cavalo · b5 preto bispo · e5 preto peão · g5 branco peão · h5 preto cavalo · e4 branco peão · e3 branco bispo · a2 branco peão · d2 branco cavalo · f2 branco peão · h2 branco peão · a1 branco rei · e1 branco torre | a8 preto torre · g8 preto rei · a7 preto peão · c7 branco torre · f7 preto peão · g7 preto peão · h7 preto peão · g6 preto cavalo · b5 preto bispo · e5 preto peão · g5 branco peão · h5 preto cavalo · e4 branco peão · e3 branco bispo · a2 branco peão · d2 branco cavalo · f2 branco peão · h2 branco peão · a1 branco rei · e1 branco torre | a8 preto torre · g8 preto rei · a7 preto peão · c7 branco torre · f7 preto peão · g7 preto peão · h7 preto peão · g6 preto cavalo · b5 preto bispo · e5 preto peão · g5 branco peão · h5 preto cavalo · e4 branco peão · e3 branco bispo · a2 branco peão · d2 branco cavalo · f2 branco peão · h2 branco peão · a1 branco rei · e1 branco torre | 5 |
| 4 | a8 preto torre · g8 preto rei · a7 preto peão · c7 branco torre · f7 preto peão · g7 preto peão · h7 preto peão · g6 preto cavalo · b5 preto bispo · e5 preto peão · g5 branco peão · h5 preto cavalo · e4 branco peão · e3 branco bispo · a2 branco peão · d2 branco cavalo · f2 branco peão · h2 branco peão · a1 branco rei · e1 branco torre | a8 preto torre · g8 preto rei · a7 preto peão · c7 branco torre · f7 preto peão · g7 preto peão · h7 preto peão · g6 preto cavalo · b5 preto bispo · e5 preto peão · g5 branco peão · h5 preto cavalo · e4 branco peão · e3 branco bispo · a2 branco peão · d2 branco cavalo · f2 branco peão · h2 branco peão · a1 branco rei · e1 branco torre | a8 preto torre · g8 preto rei · a7 preto peão · c7 branco torre · f7 preto peão · g7 preto peão · h7 preto peão · g6 preto cavalo · b5 preto bispo · e5 preto peão · g5 branco peão · h5 preto cavalo · e4 branco peão · e3 branco bispo · a2 branco peão · d2 branco cavalo · f2 branco peão · h2 branco peão · a1 branco rei · e1 branco torre | a8 preto torre · g8 preto rei · a7 preto peão · c7 branco torre · f7 preto peão · g7 preto peão · h7 preto peão · g6 preto cavalo · b5 preto bispo · e5 preto peão · g5 branco peão · h5 preto cavalo · e4 branco peão · e3 branco bispo · a2 branco peão · d2 branco cavalo · f2 branco peão · h2 branco peão · a1 branco rei · e1 branco torre | a8 preto torre · g8 preto rei · a7 preto peão · c7 branco torre · f7 preto peão · g7 preto peão · h7 preto peão · g6 preto cavalo · b5 preto bispo · e5 preto peão · g5 branco peão · h5 preto cavalo · e4 branco peão · e3 branco bispo · a2 branco peão · d2 branco cavalo · f2 branco peão · h2 branco peão · a1 branco rei · e1 branco torre | a8 preto torre · g8 preto rei · a7 preto peão · c7 branco torre · f7 preto peão · g7 preto peão · h7 preto peão · g6 preto cavalo · b5 preto bispo · e5 preto peão · g5 branco peão · h5 preto cavalo · e4 branco peão · e3 branco bispo · a2 branco peão · d2 branco cavalo · f2 branco peão · h2 branco peão · a1 branco rei · e1 branco torre | a8 preto torre · g8 preto rei · a7 preto peão · c7 branco torre · f7 preto peão · g7 preto peão · h7 preto peão · g6 preto cavalo · b5 preto bispo · e5 preto peão · g5 branco peão · h5 preto cavalo · e4 branco peão · e3 branco bispo · a2 branco peão · d2 branco cavalo · f2 branco peão · h2 branco peão · a1 branco rei · e1 branco torre | a8 preto torre · g8 preto rei · a7 preto peão · c7 branco torre · f7 preto peão · g7 preto peão · h7 preto peão · g6 preto cavalo · b5 preto bispo · e5 preto peão · g5 branco peão · h5 preto cavalo · e4 branco peão · e3 branco bispo · a2 branco peão · d2 branco cavalo · f2 branco peão · h2 branco peão · a1 branco rei · e1 branco torre | 4 |
| 3 | a8 preto torre · g8 preto rei · a7 preto peão · c7 branco torre · f7 preto peão · g7 preto peão · h7 preto peão · g6 preto cavalo · b5 preto bispo · e5 preto peão · g5 branco peão · h5 preto cavalo · e4 branco peão · e3 branco bispo · a2 branco peão · d2 branco cavalo · f2 branco peão · h2 branco peão · a1 branco rei · e1 branco torre | a8 preto torre · g8 preto rei · a7 preto peão · c7 branco torre · f7 preto peão · g7 preto peão · h7 preto peão · g6 preto cavalo · b5 preto bispo · e5 preto peão · g5 branco peão · h5 preto cavalo · e4 branco peão · e3 branco bispo · a2 branco peão · d2 branco cavalo · f2 branco peão · h2 branco peão · a1 branco rei · e1 branco torre | a8 preto torre · g8 preto rei · a7 preto peão · c7 branco torre · f7 preto peão · g7 preto peão · h7 preto peão · g6 preto cavalo · b5 preto bispo · e5 preto peão · g5 branco peão · h5 preto cavalo · e4 branco peão · e3 branco bispo · a2 branco peão · d2 branco cavalo · f2 branco peão · h2 branco peão · a1 branco rei · e1 branco torre | a8 preto torre · g8 preto rei · a7 preto peão · c7 branco torre · f7 preto peão · g7 preto peão · h7 preto peão · g6 preto cavalo · b5 preto bispo · e5 preto peão · g5 branco peão · h5 preto cavalo · e4 branco peão · e3 branco bispo · a2 branco peão · d2 branco cavalo · f2 branco peão · h2 branco peão · a1 branco rei · e1 branco torre | a8 preto torre · g8 preto rei · a7 preto peão · c7 branco torre · f7 preto peão · g7 preto peão · h7 preto peão · g6 preto cavalo · b5 preto bispo · e5 preto peão · g5 branco peão · h5 preto cavalo · e4 branco peão · e3 branco bispo · a2 branco peão · d2 branco cavalo · f2 branco peão · h2 branco peão · a1 branco rei · e1 branco torre | a8 preto torre · g8 preto rei · a7 preto peão · c7 branco torre · f7 preto peão · g7 preto peão · h7 preto peão · g6 preto cavalo · b5 preto bispo · e5 preto peão · g5 branco peão · h5 preto cavalo · e4 branco peão · e3 branco bispo · a2 branco peão · d2 branco cavalo · f2 branco peão · h2 branco peão · a1 branco rei · e1 branco torre | a8 preto torre · g8 preto rei · a7 preto peão · c7 branco torre · f7 preto peão · g7 preto peão · h7 preto peão · g6 preto cavalo · b5 preto bispo · e5 preto peão · g5 branco peão · h5 preto cavalo · e4 branco peão · e3 branco bispo · a2 branco peão · d2 branco cavalo · f2 branco peão · h2 branco peão · a1 branco rei · e1 branco torre | a8 preto torre · g8 preto rei · a7 preto peão · c7 branco torre · f7 preto peão · g7 preto peão · h7 preto peão · g6 preto cavalo · b5 preto bispo · e5 preto peão · g5 branco peão · h5 preto cavalo · e4 branco peão · e3 branco bispo · a2 branco peão · d2 branco cavalo · f2 branco peão · h2 branco peão · a1 branco rei · e1 branco torre | 3 |
| 2 | a8 preto torre · g8 preto rei · a7 preto peão · c7 branco torre · f7 preto peão · g7 preto peão · h7 preto peão · g6 preto cavalo · b5 preto bispo · e5 preto peão · g5 branco peão · h5 preto cavalo · e4 branco peão · e3 branco bispo · a2 branco peão · d2 branco cavalo · f2 branco peão · h2 branco peão · a1 branco rei · e1 branco torre | a8 preto torre · g8 preto rei · a7 preto peão · c7 branco torre · f7 preto peão · g7 preto peão · h7 preto peão · g6 preto cavalo · b5 preto bispo · e5 preto peão · g5 branco peão · h5 preto cavalo · e4 branco peão · e3 branco bispo · a2 branco peão · d2 branco cavalo · f2 branco peão · h2 branco peão · a1 branco rei · e1 branco torre | a8 preto torre · g8 preto rei · a7 preto peão · c7 branco torre · f7 preto peão · g7 preto peão · h7 preto peão · g6 preto cavalo · b5 preto bispo · e5 preto peão · g5 branco peão · h5 preto cavalo · e4 branco peão · e3 branco bispo · a2 branco peão · d2 branco cavalo · f2 branco peão · h2 branco peão · a1 branco rei · e1 branco torre | a8 preto torre · g8 preto rei · a7 preto peão · c7 branco torre · f7 preto peão · g7 preto peão · h7 preto peão · g6 preto cavalo · b5 preto bispo · e5 preto peão · g5 branco peão · h5 preto cavalo · e4 branco peão · e3 branco bispo · a2 branco peão · d2 branco cavalo · f2 branco peão · h2 branco peão · a1 branco rei · e1 branco torre | a8 preto torre · g8 preto rei · a7 preto peão · c7 branco torre · f7 preto peão · g7 preto peão · h7 preto peão · g6 preto cavalo · b5 preto bispo · e5 preto peão · g5 branco peão · h5 preto cavalo · e4 branco peão · e3 branco bispo · a2 branco peão · d2 branco cavalo · f2 branco peão · h2 branco peão · a1 branco rei · e1 branco torre | a8 preto torre · g8 preto rei · a7 preto peão · c7 branco torre · f7 preto peão · g7 preto peão · h7 preto peão · g6 preto cavalo · b5 preto bispo · e5 preto peão · g5 branco peão · h5 preto cavalo · e4 branco peão · e3 branco bispo · a2 branco peão · d2 branco cavalo · f2 branco peão · h2 branco peão · a1 branco rei · e1 branco torre | a8 preto torre · g8 preto rei · a7 preto peão · c7 branco torre · f7 preto peão · g7 preto peão · h7 preto peão · g6 preto cavalo · b5 preto bispo · e5 preto peão · g5 branco peão · h5 preto cavalo · e4 branco peão · e3 branco bispo · a2 branco peão · d2 branco cavalo · f2 branco peão · h2 branco peão · a1 branco rei · e1 branco torre | a8 preto torre · g8 preto rei · a7 preto peão · c7 branco torre · f7 preto peão · g7 preto peão · h7 preto peão · g6 preto cavalo · b5 preto bispo · e5 preto peão · g5 branco peão · h5 preto cavalo · e4 branco peão · e3 branco bispo · a2 branco peão · d2 branco cavalo · f2 branco peão · h2 branco peão · a1 branco rei · e1 branco torre | 2 |
| 1 | a8 preto torre · g8 preto rei · a7 preto peão · c7 branco torre · f7 preto peão · g7 preto peão · h7 preto peão · g6 preto cavalo · b5 preto bispo · e5 preto peão · g5 branco peão · h5 preto cavalo · e4 branco peão · e3 branco bispo · a2 branco peão · d2 branco cavalo · f2 branco peão · h2 branco peão · a1 branco rei · e1 branco torre | a8 preto torre · g8 preto rei · a7 preto peão · c7 branco torre · f7 preto peão · g7 preto peão · h7 preto peão · g6 preto cavalo · b5 preto bispo · e5 preto peão · g5 branco peão · h5 preto cavalo · e4 branco peão · e3 branco bispo · a2 branco peão · d2 branco cavalo · f2 branco peão · h2 branco peão · a1 branco rei · e1 branco torre | a8 preto torre · g8 preto rei · a7 preto peão · c7 branco torre · f7 preto peão · g7 preto peão · h7 preto peão · g6 preto cavalo · b5 preto bispo · e5 preto peão · g5 branco peão · h5 preto cavalo · e4 branco peão · e3 branco bispo · a2 branco peão · d2 branco cavalo · f2 branco peão · h2 branco peão · a1 branco rei · e1 branco torre | a8 preto torre · g8 preto rei · a7 preto peão · c7 branco torre · f7 preto peão · g7 preto peão · h7 preto peão · g6 preto cavalo · b5 preto bispo · e5 preto peão · g5 branco peão · h5 preto cavalo · e4 branco peão · e3 branco bispo · a2 branco peão · d2 branco cavalo · f2 branco peão · h2 branco peão · a1 branco rei · e1 branco torre | a8 preto torre · g8 preto rei · a7 preto peão · c7 branco torre · f7 preto peão · g7 preto peão · h7 preto peão · g6 preto cavalo · b5 preto bispo · e5 preto peão · g5 branco peão · h5 preto cavalo · e4 branco peão · e3 branco bispo · a2 branco peão · d2 branco cavalo · f2 branco peão · h2 branco peão · a1 branco rei · e1 branco torre | a8 preto torre · g8 preto rei · a7 preto peão · c7 branco torre · f7 preto peão · g7 preto peão · h7 preto peão · g6 preto cavalo · b5 preto bispo · e5 preto peão · g5 branco peão · h5 preto cavalo · e4 branco peão · e3 branco bispo · a2 branco peão · d2 branco cavalo · f2 branco peão · h2 branco peão · a1 branco rei · e1 branco torre | a8 preto torre · g8 preto rei · a7 preto peão · c7 branco torre · f7 preto peão · g7 preto peão · h7 preto peão · g6 preto cavalo · b5 preto bispo · e5 preto peão · g5 branco peão · h5 preto cavalo · e4 branco peão · e3 branco bispo · a2 branco peão · d2 branco cavalo · f2 branco peão · h2 branco peão · a1 branco rei · e1 branco torre | a8 preto torre · g8 preto rei · a7 preto peão · c7 branco torre · f7 preto peão · g7 preto peão · h7 preto peão · g6 preto cavalo · b5 preto bispo · e5 preto peão · g5 branco peão · h5 preto cavalo · e4 branco peão · e3 branco bispo · a2 branco peão · d2 branco cavalo · f2 branco peão · h2 branco peão · a1 branco rei · e1 branco torre | 1 |
|   | a | b | c | d | e | f | g | h |   |

Data - 26 de Janeiro de 2003

Brancas - Garry Kasparov

Pretas - Deep Junior
Notação do jogo
1.d4  d5  2.c4  c6  3.Cc3  Cf6  4.e3  e6  5.Cf3  Cbd7  6.Dc2  Bd6  7.g4  dxc4  8.Bxc4  b6  9.e4  e5  10.g5  Ch5  11.Be3  0-0  12.0-0-0  Dc7  13.d5  b5  14.dxc6  bxc4  15.Cb5  Dxc6  16.Cxd6  Bb7  17.Dc3  Tae8  18.Cxe8  Txe8  19.The1  Db5  20.Cd2  Tc8  21.Rb1  Cf8  22.Ra1  Cg6  23.Tc1  Ba6  24.b3  cxb3  25.Dxb3  Ta8  26.Dxb5  Bxb5  27.Tc7

1-0
Obs - Primeiro movimento realizado pelo presidente da FIDE, Kirsan Ilyumzhinov

## Jogo 2
|   | a | b | c | d | e | f | g | h |   |
| 8 | c8 branco torre · b7 preto peão · f7 preto rei · h7 preto peão · d6 preto peão · g6 preto peão · c5 preto cavalo · d5 branco peão · c4 branco peão · e3 preto peão · a2 branco peão · c2 branco torre · g2 branco peão · h2 branco peão · a1 preto rainha · f1 branco cavalo · g1 branco rei | c8 branco torre · b7 preto peão · f7 preto rei · h7 preto peão · d6 preto peão · g6 preto peão · c5 preto cavalo · d5 branco peão · c4 branco peão · e3 preto peão · a2 branco peão · c2 branco torre · g2 branco peão · h2 branco peão · a1 preto rainha · f1 branco cavalo · g1 branco rei | c8 branco torre · b7 preto peão · f7 preto rei · h7 preto peão · d6 preto peão · g6 preto peão · c5 preto cavalo · d5 branco peão · c4 branco peão · e3 preto peão · a2 branco peão · c2 branco torre · g2 branco peão · h2 branco peão · a1 preto rainha · f1 branco cavalo · g1 branco rei | c8 branco torre · b7 preto peão · f7 preto rei · h7 preto peão · d6 preto peão · g6 preto peão · c5 preto cavalo · d5 branco peão · c4 branco peão · e3 preto peão · a2 branco peão · c2 branco torre · g2 branco peão · h2 branco peão · a1 preto rainha · f1 branco cavalo · g1 branco rei | c8 branco torre · b7 preto peão · f7 preto rei · h7 preto peão · d6 preto peão · g6 preto peão · c5 preto cavalo · d5 branco peão · c4 branco peão · e3 preto peão · a2 branco peão · c2 branco torre · g2 branco peão · h2 branco peão · a1 preto rainha · f1 branco cavalo · g1 branco rei | c8 branco torre · b7 preto peão · f7 preto rei · h7 preto peão · d6 preto peão · g6 preto peão · c5 preto cavalo · d5 branco peão · c4 branco peão · e3 preto peão · a2 branco peão · c2 branco torre · g2 branco peão · h2 branco peão · a1 preto rainha · f1 branco cavalo · g1 branco rei | c8 branco torre · b7 preto peão · f7 preto rei · h7 preto peão · d6 preto peão · g6 preto peão · c5 preto cavalo · d5 branco peão · c4 branco peão · e3 preto peão · a2 branco peão · c2 branco torre · g2 branco peão · h2 branco peão · a1 preto rainha · f1 branco cavalo · g1 branco rei | c8 branco torre · b7 preto peão · f7 preto rei · h7 preto peão · d6 preto peão · g6 preto peão · c5 preto cavalo · d5 branco peão · c4 branco peão · e3 preto peão · a2 branco peão · c2 branco torre · g2 branco peão · h2 branco peão · a1 preto rainha · f1 branco cavalo · g1 branco rei | 8 |
| 7 | c8 branco torre · b7 preto peão · f7 preto rei · h7 preto peão · d6 preto peão · g6 preto peão · c5 preto cavalo · d5 branco peão · c4 branco peão · e3 preto peão · a2 branco peão · c2 branco torre · g2 branco peão · h2 branco peão · a1 preto rainha · f1 branco cavalo · g1 branco rei | c8 branco torre · b7 preto peão · f7 preto rei · h7 preto peão · d6 preto peão · g6 preto peão · c5 preto cavalo · d5 branco peão · c4 branco peão · e3 preto peão · a2 branco peão · c2 branco torre · g2 branco peão · h2 branco peão · a1 preto rainha · f1 branco cavalo · g1 branco rei | c8 branco torre · b7 preto peão · f7 preto rei · h7 preto peão · d6 preto peão · g6 preto peão · c5 preto cavalo · d5 branco peão · c4 branco peão · e3 preto peão · a2 branco peão · c2 branco torre · g2 branco peão · h2 branco peão · a1 preto rainha · f1 branco cavalo · g1 branco rei | c8 branco torre · b7 preto peão · f7 preto rei · h7 preto peão · d6 preto peão · g6 preto peão · c5 preto cavalo · d5 branco peão · c4 branco peão · e3 preto peão · a2 branco peão · c2 branco torre · g2 branco peão · h2 branco peão · a1 preto rainha · f1 branco cavalo · g1 branco rei | c8 branco torre · b7 preto peão · f7 preto rei · h7 preto peão · d6 preto peão · g6 preto peão · c5 preto cavalo · d5 branco peão · c4 branco peão · e3 preto peão · a2 branco peão · c2 branco torre · g2 branco peão · h2 branco peão · a1 preto rainha · f1 branco cavalo · g1 branco rei | c8 branco torre · b7 preto peão · f7 preto rei · h7 preto peão · d6 preto peão · g6 preto peão · c5 preto cavalo · d5 branco peão · c4 branco peão · e3 preto peão · a2 branco peão · c2 branco torre · g2 branco peão · h2 branco peão · a1 preto rainha · f1 branco cavalo · g1 branco rei | c8 branco torre · b7 preto peão · f7 preto rei · h7 preto peão · d6 preto peão · g6 preto peão · c5 preto cavalo · d5 branco peão · c4 branco peão · e3 preto peão · a2 branco peão · c2 branco torre · g2 branco peão · h2 branco peão · a1 preto rainha · f1 branco cavalo · g1 branco rei | c8 branco torre · b7 preto peão · f7 preto rei · h7 preto peão · d6 preto peão · g6 preto peão · c5 preto cavalo · d5 branco peão · c4 branco peão · e3 preto peão · a2 branco peão · c2 branco torre · g2 branco peão · h2 branco peão · a1 preto rainha · f1 branco cavalo · g1 branco rei | 7 |
| 6 | c8 branco torre · b7 preto peão · f7 preto rei · h7 preto peão · d6 preto peão · g6 preto peão · c5 preto cavalo · d5 branco peão · c4 branco peão · e3 preto peão · a2 branco peão · c2 branco torre · g2 branco peão · h2 branco peão · a1 preto rainha · f1 branco cavalo · g1 branco rei | c8 branco torre · b7 preto peão · f7 preto rei · h7 preto peão · d6 preto peão · g6 preto peão · c5 preto cavalo · d5 branco peão · c4 branco peão · e3 preto peão · a2 branco peão · c2 branco torre · g2 branco peão · h2 branco peão · a1 preto rainha · f1 branco cavalo · g1 branco rei | c8 branco torre · b7 preto peão · f7 preto rei · h7 preto peão · d6 preto peão · g6 preto peão · c5 preto cavalo · d5 branco peão · c4 branco peão · e3 preto peão · a2 branco peão · c2 branco torre · g2 branco peão · h2 branco peão · a1 preto rainha · f1 branco cavalo · g1 branco rei | c8 branco torre · b7 preto peão · f7 preto rei · h7 preto peão · d6 preto peão · g6 preto peão · c5 preto cavalo · d5 branco peão · c4 branco peão · e3 preto peão · a2 branco peão · c2 branco torre · g2 branco peão · h2 branco peão · a1 preto rainha · f1 branco cavalo · g1 branco rei | c8 branco torre · b7 preto peão · f7 preto rei · h7 preto peão · d6 preto peão · g6 preto peão · c5 preto cavalo · d5 branco peão · c4 branco peão · e3 preto peão · a2 branco peão · c2 branco torre · g2 branco peão · h2 branco peão · a1 preto rainha · f1 branco cavalo · g1 branco rei | c8 branco torre · b7 preto peão · f7 preto rei · h7 preto peão · d6 preto peão · g6 preto peão · c5 preto cavalo · d5 branco peão · c4 branco peão · e3 preto peão · a2 branco peão · c2 branco torre · g2 branco peão · h2 branco peão · a1 preto rainha · f1 branco cavalo · g1 branco rei | c8 branco torre · b7 preto peão · f7 preto rei · h7 preto peão · d6 preto peão · g6 preto peão · c5 preto cavalo · d5 branco peão · c4 branco peão · e3 preto peão · a2 branco peão · c2 branco torre · g2 branco peão · h2 branco peão · a1 preto rainha · f1 branco cavalo · g1 branco rei | c8 branco torre · b7 preto peão · f7 preto rei · h7 preto peão · d6 preto peão · g6 preto peão · c5 preto cavalo · d5 branco peão · c4 branco peão · e3 preto peão · a2 branco peão · c2 branco torre · g2 branco peão · h2 branco peão · a1 preto rainha · f1 branco cavalo · g1 branco rei | 6 |
| 5 | c8 branco torre · b7 preto peão · f7 preto rei · h7 preto peão · d6 preto peão · g6 preto peão · c5 preto cavalo · d5 branco peão · c4 branco peão · e3 preto peão · a2 branco peão · c2 branco torre · g2 branco peão · h2 branco peão · a1 preto rainha · f1 branco cavalo · g1 branco rei | c8 branco torre · b7 preto peão · f7 preto rei · h7 preto peão · d6 preto peão · g6 preto peão · c5 preto cavalo · d5 branco peão · c4 branco peão · e3 preto peão · a2 branco peão · c2 branco torre · g2 branco peão · h2 branco peão · a1 preto rainha · f1 branco cavalo · g1 branco rei | c8 branco torre · b7 preto peão · f7 preto rei · h7 preto peão · d6 preto peão · g6 preto peão · c5 preto cavalo · d5 branco peão · c4 branco peão · e3 preto peão · a2 branco peão · c2 branco torre · g2 branco peão · h2 branco peão · a1 preto rainha · f1 branco cavalo · g1 branco rei | c8 branco torre · b7 preto peão · f7 preto rei · h7 preto peão · d6 preto peão · g6 preto peão · c5 preto cavalo · d5 branco peão · c4 branco peão · e3 preto peão · a2 branco peão · c2 branco torre · g2 branco peão · h2 branco peão · a1 preto rainha · f1 branco cavalo · g1 branco rei | c8 branco torre · b7 preto peão · f7 preto rei · h7 preto peão · d6 preto peão · g6 preto peão · c5 preto cavalo · d5 branco peão · c4 branco peão · e3 preto peão · a2 branco peão · c2 branco torre · g2 branco peão · h2 branco peão · a1 preto rainha · f1 branco cavalo · g1 branco rei | c8 branco torre · b7 preto peão · f7 preto rei · h7 preto peão · d6 preto peão · g6 preto peão · c5 preto cavalo · d5 branco peão · c4 branco peão · e3 preto peão · a2 branco peão · c2 branco torre · g2 branco peão · h2 branco peão · a1 preto rainha · f1 branco cavalo · g1 branco rei | c8 branco torre · b7 preto peão · f7 preto rei · h7 preto peão · d6 preto peão · g6 preto peão · c5 preto cavalo · d5 branco peão · c4 branco peão · e3 preto peão · a2 branco peão · c2 branco torre · g2 branco peão · h2 branco peão · a1 preto rainha · f1 branco cavalo · g1 branco rei | c8 branco torre · b7 preto peão · f7 preto rei · h7 preto peão · d6 preto peão · g6 preto peão · c5 preto cavalo · d5 branco peão · c4 branco peão · e3 preto peão · a2 branco peão · c2 branco torre · g2 branco peão · h2 branco peão · a1 preto rainha · f1 branco cavalo · g1 branco rei | 5 |
| 4 | c8 branco torre · b7 preto peão · f7 preto rei · h7 preto peão · d6 preto peão · g6 preto peão · c5 preto cavalo · d5 branco peão · c4 branco peão · e3 preto peão · a2 branco peão · c2 branco torre · g2 branco peão · h2 branco peão · a1 preto rainha · f1 branco cavalo · g1 branco rei | c8 branco torre · b7 preto peão · f7 preto rei · h7 preto peão · d6 preto peão · g6 preto peão · c5 preto cavalo · d5 branco peão · c4 branco peão · e3 preto peão · a2 branco peão · c2 branco torre · g2 branco peão · h2 branco peão · a1 preto rainha · f1 branco cavalo · g1 branco rei | c8 branco torre · b7 preto peão · f7 preto rei · h7 preto peão · d6 preto peão · g6 preto peão · c5 preto cavalo · d5 branco peão · c4 branco peão · e3 preto peão · a2 branco peão · c2 branco torre · g2 branco peão · h2 branco peão · a1 preto rainha · f1 branco cavalo · g1 branco rei | c8 branco torre · b7 preto peão · f7 preto rei · h7 preto peão · d6 preto peão · g6 preto peão · c5 preto cavalo · d5 branco peão · c4 branco peão · e3 preto peão · a2 branco peão · c2 branco torre · g2 branco peão · h2 branco peão · a1 preto rainha · f1 branco cavalo · g1 branco rei | c8 branco torre · b7 preto peão · f7 preto rei · h7 preto peão · d6 preto peão · g6 preto peão · c5 preto cavalo · d5 branco peão · c4 branco peão · e3 preto peão · a2 branco peão · c2 branco torre · g2 branco peão · h2 branco peão · a1 preto rainha · f1 branco cavalo · g1 branco rei | c8 branco torre · b7 preto peão · f7 preto rei · h7 preto peão · d6 preto peão · g6 preto peão · c5 preto cavalo · d5 branco peão · c4 branco peão · e3 preto peão · a2 branco peão · c2 branco torre · g2 branco peão · h2 branco peão · a1 preto rainha · f1 branco cavalo · g1 branco rei | c8 branco torre · b7 preto peão · f7 preto rei · h7 preto peão · d6 preto peão · g6 preto peão · c5 preto cavalo · d5 branco peão · c4 branco peão · e3 preto peão · a2 branco peão · c2 branco torre · g2 branco peão · h2 branco peão · a1 preto rainha · f1 branco cavalo · g1 branco rei | c8 branco torre · b7 preto peão · f7 preto rei · h7 preto peão · d6 preto peão · g6 preto peão · c5 preto cavalo · d5 branco peão · c4 branco peão · e3 preto peão · a2 branco peão · c2 branco torre · g2 branco peão · h2 branco peão · a1 preto rainha · f1 branco cavalo · g1 branco rei | 4 |
| 3 | c8 branco torre · b7 preto peão · f7 preto rei · h7 preto peão · d6 preto peão · g6 preto peão · c5 preto cavalo · d5 branco peão · c4 branco peão · e3 preto peão · a2 branco peão · c2 branco torre · g2 branco peão · h2 branco peão · a1 preto rainha · f1 branco cavalo · g1 branco rei | c8 branco torre · b7 preto peão · f7 preto rei · h7 preto peão · d6 preto peão · g6 preto peão · c5 preto cavalo · d5 branco peão · c4 branco peão · e3 preto peão · a2 branco peão · c2 branco torre · g2 branco peão · h2 branco peão · a1 preto rainha · f1 branco cavalo · g1 branco rei | c8 branco torre · b7 preto peão · f7 preto rei · h7 preto peão · d6 preto peão · g6 preto peão · c5 preto cavalo · d5 branco peão · c4 branco peão · e3 preto peão · a2 branco peão · c2 branco torre · g2 branco peão · h2 branco peão · a1 preto rainha · f1 branco cavalo · g1 branco rei | c8 branco torre · b7 preto peão · f7 preto rei · h7 preto peão · d6 preto peão · g6 preto peão · c5 preto cavalo · d5 branco peão · c4 branco peão · e3 preto peão · a2 branco peão · c2 branco torre · g2 branco peão · h2 branco peão · a1 preto rainha · f1 branco cavalo · g1 branco rei | c8 branco torre · b7 preto peão · f7 preto rei · h7 preto peão · d6 preto peão · g6 preto peão · c5 preto cavalo · d5 branco peão · c4 branco peão · e3 preto peão · a2 branco peão · c2 branco torre · g2 branco peão · h2 branco peão · a1 preto rainha · f1 branco cavalo · g1 branco rei | c8 branco torre · b7 preto peão · f7 preto rei · h7 preto peão · d6 preto peão · g6 preto peão · c5 preto cavalo · d5 branco peão · c4 branco peão · e3 preto peão · a2 branco peão · c2 branco torre · g2 branco peão · h2 branco peão · a1 preto rainha · f1 branco cavalo · g1 branco rei | c8 branco torre · b7 preto peão · f7 preto rei · h7 preto peão · d6 preto peão · g6 preto peão · c5 preto cavalo · d5 branco peão · c4 branco peão · e3 preto peão · a2 branco peão · c2 branco torre · g2 branco peão · h2 branco peão · a1 preto rainha · f1 branco cavalo · g1 branco rei | c8 branco torre · b7 preto peão · f7 preto rei · h7 preto peão · d6 preto peão · g6 preto peão · c5 preto cavalo · d5 branco peão · c4 branco peão · e3 preto peão · a2 branco peão · c2 branco torre · g2 branco peão · h2 branco peão · a1 preto rainha · f1 branco cavalo · g1 branco rei | 3 |
| 2 | c8 branco torre · b7 preto peão · f7 preto rei · h7 preto peão · d6 preto peão · g6 preto peão · c5 preto cavalo · d5 branco peão · c4 branco peão · e3 preto peão · a2 branco peão · c2 branco torre · g2 branco peão · h2 branco peão · a1 preto rainha · f1 branco cavalo · g1 branco rei | c8 branco torre · b7 preto peão · f7 preto rei · h7 preto peão · d6 preto peão · g6 preto peão · c5 preto cavalo · d5 branco peão · c4 branco peão · e3 preto peão · a2 branco peão · c2 branco torre · g2 branco peão · h2 branco peão · a1 preto rainha · f1 branco cavalo · g1 branco rei | c8 branco torre · b7 preto peão · f7 preto rei · h7 preto peão · d6 preto peão · g6 preto peão · c5 preto cavalo · d5 branco peão · c4 branco peão · e3 preto peão · a2 branco peão · c2 branco torre · g2 branco peão · h2 branco peão · a1 preto rainha · f1 branco cavalo · g1 branco rei | c8 branco torre · b7 preto peão · f7 preto rei · h7 preto peão · d6 preto peão · g6 preto peão · c5 preto cavalo · d5 branco peão · c4 branco peão · e3 preto peão · a2 branco peão · c2 branco torre · g2 branco peão · h2 branco peão · a1 preto rainha · f1 branco cavalo · g1 branco rei | c8 branco torre · b7 preto peão · f7 preto rei · h7 preto peão · d6 preto peão · g6 preto peão · c5 preto cavalo · d5 branco peão · c4 branco peão · e3 preto peão · a2 branco peão · c2 branco torre · g2 branco peão · h2 branco peão · a1 preto rainha · f1 branco cavalo · g1 branco rei | c8 branco torre · b7 preto peão · f7 preto rei · h7 preto peão · d6 preto peão · g6 preto peão · c5 preto cavalo · d5 branco peão · c4 branco peão · e3 preto peão · a2 branco peão · c2 branco torre · g2 branco peão · h2 branco peão · a1 preto rainha · f1 branco cavalo · g1 branco rei | c8 branco torre · b7 preto peão · f7 preto rei · h7 preto peão · d6 preto peão · g6 preto peão · c5 preto cavalo · d5 branco peão · c4 branco peão · e3 preto peão · a2 branco peão · c2 branco torre · g2 branco peão · h2 branco peão · a1 preto rainha · f1 branco cavalo · g1 branco rei | c8 branco torre · b7 preto peão · f7 preto rei · h7 preto peão · d6 preto peão · g6 preto peão · c5 preto cavalo · d5 branco peão · c4 branco peão · e3 preto peão · a2 branco peão · c2 branco torre · g2 branco peão · h2 branco peão · a1 preto rainha · f1 branco cavalo · g1 branco rei | 2 |
| 1 | c8 branco torre · b7 preto peão · f7 preto rei · h7 preto peão · d6 preto peão · g6 preto peão · c5 preto cavalo · d5 branco peão · c4 branco peão · e3 preto peão · a2 branco peão · c2 branco torre · g2 branco peão · h2 branco peão · a1 preto rainha · f1 branco cavalo · g1 branco rei | c8 branco torre · b7 preto peão · f7 preto rei · h7 preto peão · d6 preto peão · g6 preto peão · c5 preto cavalo · d5 branco peão · c4 branco peão · e3 preto peão · a2 branco peão · c2 branco torre · g2 branco peão · h2 branco peão · a1 preto rainha · f1 branco cavalo · g1 branco rei | c8 branco torre · b7 preto peão · f7 preto rei · h7 preto peão · d6 preto peão · g6 preto peão · c5 preto cavalo · d5 branco peão · c4 branco peão · e3 preto peão · a2 branco peão · c2 branco torre · g2 branco peão · h2 branco peão · a1 preto rainha · f1 branco cavalo · g1 branco rei | c8 branco torre · b7 preto peão · f7 preto rei · h7 preto peão · d6 preto peão · g6 preto peão · c5 preto cavalo · d5 branco peão · c4 branco peão · e3 preto peão · a2 branco peão · c2 branco torre · g2 branco peão · h2 branco peão · a1 preto rainha · f1 branco cavalo · g1 branco rei | c8 branco torre · b7 preto peão · f7 preto rei · h7 preto peão · d6 preto peão · g6 preto peão · c5 preto cavalo · d5 branco peão · c4 branco peão · e3 preto peão · a2 branco peão · c2 branco torre · g2 branco peão · h2 branco peão · a1 preto rainha · f1 branco cavalo · g1 branco rei | c8 branco torre · b7 preto peão · f7 preto rei · h7 preto peão · d6 preto peão · g6 preto peão · c5 preto cavalo · d5 branco peão · c4 branco peão · e3 preto peão · a2 branco peão · c2 branco torre · g2 branco peão · h2 branco peão · a1 preto rainha · f1 branco cavalo · g1 branco rei | c8 branco torre · b7 preto peão · f7 preto rei · h7 preto peão · d6 preto peão · g6 preto peão · c5 preto cavalo · d5 branco peão · c4 branco peão · e3 preto peão · a2 branco peão · c2 branco torre · g2 branco peão · h2 branco peão · a1 preto rainha · f1 branco cavalo · g1 branco rei | c8 branco torre · b7 preto peão · f7 preto rei · h7 preto peão · d6 preto peão · g6 preto peão · c5 preto cavalo · d5 branco peão · c4 branco peão · e3 preto peão · a2 branco peão · c2 branco torre · g2 branco peão · h2 branco peão · a1 preto rainha · f1 branco cavalo · g1 branco rei | 1 |
|   | a | b | c | d | e | f | g | h |   |

Data - 28 de Janeiro de 2003

Brancas - Deep Junior

Pretas - Garry Kasparov
Notação do jogo
1.e4  c5  2.Cf3  e6  3.d4  cxd4  4.Cxd4  a6  5.Bd3  Bc5  6.Cb3  Ba7  7.c4  Cc6  8.Cc3  d6  9.0-0  Cge7  10.Te1  0-0  11.Be3  e5  12.Cd5  a5  13.Tc1  a4  14.Bxa7  Txa7  15.Cd2  Cd4  16.Dh5  Ce6  17.Tc3  Cc5  18.Bc2  Cxd5  19.exd5  g6  20.Dh6  f5  21.Ta3  Df6  22.b4  axb3  23.Txa7  bxc2  24.Tc1  e4  25.Txc2  Da1+  26.Cf1  f4  27.Ta8  e3  28.fxe3  fxe3  29.Dxf8+  Rxf8  30.Txc8+  Rf7

½-½

## Jogo 3
|   | a | b | c | d | e | f | g | h |   |
| 8 | f8 preto rei · a7 preto peão · g7 preto rainha · h7 preto peão · b6 preto peão · c6 preto peão · f6 preto peão · d5 preto torre · h5 branco torre · d4 branco rainha · a2 branco peão · b2 branco peão · f2 branco peão · c1 branco rei | f8 preto rei · a7 preto peão · g7 preto rainha · h7 preto peão · b6 preto peão · c6 preto peão · f6 preto peão · d5 preto torre · h5 branco torre · d4 branco rainha · a2 branco peão · b2 branco peão · f2 branco peão · c1 branco rei | f8 preto rei · a7 preto peão · g7 preto rainha · h7 preto peão · b6 preto peão · c6 preto peão · f6 preto peão · d5 preto torre · h5 branco torre · d4 branco rainha · a2 branco peão · b2 branco peão · f2 branco peão · c1 branco rei | f8 preto rei · a7 preto peão · g7 preto rainha · h7 preto peão · b6 preto peão · c6 preto peão · f6 preto peão · d5 preto torre · h5 branco torre · d4 branco rainha · a2 branco peão · b2 branco peão · f2 branco peão · c1 branco rei | f8 preto rei · a7 preto peão · g7 preto rainha · h7 preto peão · b6 preto peão · c6 preto peão · f6 preto peão · d5 preto torre · h5 branco torre · d4 branco rainha · a2 branco peão · b2 branco peão · f2 branco peão · c1 branco rei | f8 preto rei · a7 preto peão · g7 preto rainha · h7 preto peão · b6 preto peão · c6 preto peão · f6 preto peão · d5 preto torre · h5 branco torre · d4 branco rainha · a2 branco peão · b2 branco peão · f2 branco peão · c1 branco rei | f8 preto rei · a7 preto peão · g7 preto rainha · h7 preto peão · b6 preto peão · c6 preto peão · f6 preto peão · d5 preto torre · h5 branco torre · d4 branco rainha · a2 branco peão · b2 branco peão · f2 branco peão · c1 branco rei | f8 preto rei · a7 preto peão · g7 preto rainha · h7 preto peão · b6 preto peão · c6 preto peão · f6 preto peão · d5 preto torre · h5 branco torre · d4 branco rainha · a2 branco peão · b2 branco peão · f2 branco peão · c1 branco rei | 8 |
| 7 | f8 preto rei · a7 preto peão · g7 preto rainha · h7 preto peão · b6 preto peão · c6 preto peão · f6 preto peão · d5 preto torre · h5 branco torre · d4 branco rainha · a2 branco peão · b2 branco peão · f2 branco peão · c1 branco rei | f8 preto rei · a7 preto peão · g7 preto rainha · h7 preto peão · b6 preto peão · c6 preto peão · f6 preto peão · d5 preto torre · h5 branco torre · d4 branco rainha · a2 branco peão · b2 branco peão · f2 branco peão · c1 branco rei | f8 preto rei · a7 preto peão · g7 preto rainha · h7 preto peão · b6 preto peão · c6 preto peão · f6 preto peão · d5 preto torre · h5 branco torre · d4 branco rainha · a2 branco peão · b2 branco peão · f2 branco peão · c1 branco rei | f8 preto rei · a7 preto peão · g7 preto rainha · h7 preto peão · b6 preto peão · c6 preto peão · f6 preto peão · d5 preto torre · h5 branco torre · d4 branco rainha · a2 branco peão · b2 branco peão · f2 branco peão · c1 branco rei | f8 preto rei · a7 preto peão · g7 preto rainha · h7 preto peão · b6 preto peão · c6 preto peão · f6 preto peão · d5 preto torre · h5 branco torre · d4 branco rainha · a2 branco peão · b2 branco peão · f2 branco peão · c1 branco rei | f8 preto rei · a7 preto peão · g7 preto rainha · h7 preto peão · b6 preto peão · c6 preto peão · f6 preto peão · d5 preto torre · h5 branco torre · d4 branco rainha · a2 branco peão · b2 branco peão · f2 branco peão · c1 branco rei | f8 preto rei · a7 preto peão · g7 preto rainha · h7 preto peão · b6 preto peão · c6 preto peão · f6 preto peão · d5 preto torre · h5 branco torre · d4 branco rainha · a2 branco peão · b2 branco peão · f2 branco peão · c1 branco rei | f8 preto rei · a7 preto peão · g7 preto rainha · h7 preto peão · b6 preto peão · c6 preto peão · f6 preto peão · d5 preto torre · h5 branco torre · d4 branco rainha · a2 branco peão · b2 branco peão · f2 branco peão · c1 branco rei | 7 |
| 6 | f8 preto rei · a7 preto peão · g7 preto rainha · h7 preto peão · b6 preto peão · c6 preto peão · f6 preto peão · d5 preto torre · h5 branco torre · d4 branco rainha · a2 branco peão · b2 branco peão · f2 branco peão · c1 branco rei | f8 preto rei · a7 preto peão · g7 preto rainha · h7 preto peão · b6 preto peão · c6 preto peão · f6 preto peão · d5 preto torre · h5 branco torre · d4 branco rainha · a2 branco peão · b2 branco peão · f2 branco peão · c1 branco rei | f8 preto rei · a7 preto peão · g7 preto rainha · h7 preto peão · b6 preto peão · c6 preto peão · f6 preto peão · d5 preto torre · h5 branco torre · d4 branco rainha · a2 branco peão · b2 branco peão · f2 branco peão · c1 branco rei | f8 preto rei · a7 preto peão · g7 preto rainha · h7 preto peão · b6 preto peão · c6 preto peão · f6 preto peão · d5 preto torre · h5 branco torre · d4 branco rainha · a2 branco peão · b2 branco peão · f2 branco peão · c1 branco rei | f8 preto rei · a7 preto peão · g7 preto rainha · h7 preto peão · b6 preto peão · c6 preto peão · f6 preto peão · d5 preto torre · h5 branco torre · d4 branco rainha · a2 branco peão · b2 branco peão · f2 branco peão · c1 branco rei | f8 preto rei · a7 preto peão · g7 preto rainha · h7 preto peão · b6 preto peão · c6 preto peão · f6 preto peão · d5 preto torre · h5 branco torre · d4 branco rainha · a2 branco peão · b2 branco peão · f2 branco peão · c1 branco rei | f8 preto rei · a7 preto peão · g7 preto rainha · h7 preto peão · b6 preto peão · c6 preto peão · f6 preto peão · d5 preto torre · h5 branco torre · d4 branco rainha · a2 branco peão · b2 branco peão · f2 branco peão · c1 branco rei | f8 preto rei · a7 preto peão · g7 preto rainha · h7 preto peão · b6 preto peão · c6 preto peão · f6 preto peão · d5 preto torre · h5 branco torre · d4 branco rainha · a2 branco peão · b2 branco peão · f2 branco peão · c1 branco rei | 6 |
| 5 | f8 preto rei · a7 preto peão · g7 preto rainha · h7 preto peão · b6 preto peão · c6 preto peão · f6 preto peão · d5 preto torre · h5 branco torre · d4 branco rainha · a2 branco peão · b2 branco peão · f2 branco peão · c1 branco rei | f8 preto rei · a7 preto peão · g7 preto rainha · h7 preto peão · b6 preto peão · c6 preto peão · f6 preto peão · d5 preto torre · h5 branco torre · d4 branco rainha · a2 branco peão · b2 branco peão · f2 branco peão · c1 branco rei | f8 preto rei · a7 preto peão · g7 preto rainha · h7 preto peão · b6 preto peão · c6 preto peão · f6 preto peão · d5 preto torre · h5 branco torre · d4 branco rainha · a2 branco peão · b2 branco peão · f2 branco peão · c1 branco rei | f8 preto rei · a7 preto peão · g7 preto rainha · h7 preto peão · b6 preto peão · c6 preto peão · f6 preto peão · d5 preto torre · h5 branco torre · d4 branco rainha · a2 branco peão · b2 branco peão · f2 branco peão · c1 branco rei | f8 preto rei · a7 preto peão · g7 preto rainha · h7 preto peão · b6 preto peão · c6 preto peão · f6 preto peão · d5 preto torre · h5 branco torre · d4 branco rainha · a2 branco peão · b2 branco peão · f2 branco peão · c1 branco rei | f8 preto rei · a7 preto peão · g7 preto rainha · h7 preto peão · b6 preto peão · c6 preto peão · f6 preto peão · d5 preto torre · h5 branco torre · d4 branco rainha · a2 branco peão · b2 branco peão · f2 branco peão · c1 branco rei | f8 preto rei · a7 preto peão · g7 preto rainha · h7 preto peão · b6 preto peão · c6 preto peão · f6 preto peão · d5 preto torre · h5 branco torre · d4 branco rainha · a2 branco peão · b2 branco peão · f2 branco peão · c1 branco rei | f8 preto rei · a7 preto peão · g7 preto rainha · h7 preto peão · b6 preto peão · c6 preto peão · f6 preto peão · d5 preto torre · h5 branco torre · d4 branco rainha · a2 branco peão · b2 branco peão · f2 branco peão · c1 branco rei | 5 |
| 4 | f8 preto rei · a7 preto peão · g7 preto rainha · h7 preto peão · b6 preto peão · c6 preto peão · f6 preto peão · d5 preto torre · h5 branco torre · d4 branco rainha · a2 branco peão · b2 branco peão · f2 branco peão · c1 branco rei | f8 preto rei · a7 preto peão · g7 preto rainha · h7 preto peão · b6 preto peão · c6 preto peão · f6 preto peão · d5 preto torre · h5 branco torre · d4 branco rainha · a2 branco peão · b2 branco peão · f2 branco peão · c1 branco rei | f8 preto rei · a7 preto peão · g7 preto rainha · h7 preto peão · b6 preto peão · c6 preto peão · f6 preto peão · d5 preto torre · h5 branco torre · d4 branco rainha · a2 branco peão · b2 branco peão · f2 branco peão · c1 branco rei | f8 preto rei · a7 preto peão · g7 preto rainha · h7 preto peão · b6 preto peão · c6 preto peão · f6 preto peão · d5 preto torre · h5 branco torre · d4 branco rainha · a2 branco peão · b2 branco peão · f2 branco peão · c1 branco rei | f8 preto rei · a7 preto peão · g7 preto rainha · h7 preto peão · b6 preto peão · c6 preto peão · f6 preto peão · d5 preto torre · h5 branco torre · d4 branco rainha · a2 branco peão · b2 branco peão · f2 branco peão · c1 branco rei | f8 preto rei · a7 preto peão · g7 preto rainha · h7 preto peão · b6 preto peão · c6 preto peão · f6 preto peão · d5 preto torre · h5 branco torre · d4 branco rainha · a2 branco peão · b2 branco peão · f2 branco peão · c1 branco rei | f8 preto rei · a7 preto peão · g7 preto rainha · h7 preto peão · b6 preto peão · c6 preto peão · f6 preto peão · d5 preto torre · h5 branco torre · d4 branco rainha · a2 branco peão · b2 branco peão · f2 branco peão · c1 branco rei | f8 preto rei · a7 preto peão · g7 preto rainha · h7 preto peão · b6 preto peão · c6 preto peão · f6 preto peão · d5 preto torre · h5 branco torre · d4 branco rainha · a2 branco peão · b2 branco peão · f2 branco peão · c1 branco rei | 4 |
| 3 | f8 preto rei · a7 preto peão · g7 preto rainha · h7 preto peão · b6 preto peão · c6 preto peão · f6 preto peão · d5 preto torre · h5 branco torre · d4 branco rainha · a2 branco peão · b2 branco peão · f2 branco peão · c1 branco rei | f8 preto rei · a7 preto peão · g7 preto rainha · h7 preto peão · b6 preto peão · c6 preto peão · f6 preto peão · d5 preto torre · h5 branco torre · d4 branco rainha · a2 branco peão · b2 branco peão · f2 branco peão · c1 branco rei | f8 preto rei · a7 preto peão · g7 preto rainha · h7 preto peão · b6 preto peão · c6 preto peão · f6 preto peão · d5 preto torre · h5 branco torre · d4 branco rainha · a2 branco peão · b2 branco peão · f2 branco peão · c1 branco rei | f8 preto rei · a7 preto peão · g7 preto rainha · h7 preto peão · b6 preto peão · c6 preto peão · f6 preto peão · d5 preto torre · h5 branco torre · d4 branco rainha · a2 branco peão · b2 branco peão · f2 branco peão · c1 branco rei | f8 preto rei · a7 preto peão · g7 preto rainha · h7 preto peão · b6 preto peão · c6 preto peão · f6 preto peão · d5 preto torre · h5 branco torre · d4 branco rainha · a2 branco peão · b2 branco peão · f2 branco peão · c1 branco rei | f8 preto rei · a7 preto peão · g7 preto rainha · h7 preto peão · b6 preto peão · c6 preto peão · f6 preto peão · d5 preto torre · h5 branco torre · d4 branco rainha · a2 branco peão · b2 branco peão · f2 branco peão · c1 branco rei | f8 preto rei · a7 preto peão · g7 preto rainha · h7 preto peão · b6 preto peão · c6 preto peão · f6 preto peão · d5 preto torre · h5 branco torre · d4 branco rainha · a2 branco peão · b2 branco peão · f2 branco peão · c1 branco rei | f8 preto rei · a7 preto peão · g7 preto rainha · h7 preto peão · b6 preto peão · c6 preto peão · f6 preto peão · d5 preto torre · h5 branco torre · d4 branco rainha · a2 branco peão · b2 branco peão · f2 branco peão · c1 branco rei | 3 |
| 2 | f8 preto rei · a7 preto peão · g7 preto rainha · h7 preto peão · b6 preto peão · c6 preto peão · f6 preto peão · d5 preto torre · h5 branco torre · d4 branco rainha · a2 branco peão · b2 branco peão · f2 branco peão · c1 branco rei | f8 preto rei · a7 preto peão · g7 preto rainha · h7 preto peão · b6 preto peão · c6 preto peão · f6 preto peão · d5 preto torre · h5 branco torre · d4 branco rainha · a2 branco peão · b2 branco peão · f2 branco peão · c1 branco rei | f8 preto rei · a7 preto peão · g7 preto rainha · h7 preto peão · b6 preto peão · c6 preto peão · f6 preto peão · d5 preto torre · h5 branco torre · d4 branco rainha · a2 branco peão · b2 branco peão · f2 branco peão · c1 branco rei | f8 preto rei · a7 preto peão · g7 preto rainha · h7 preto peão · b6 preto peão · c6 preto peão · f6 preto peão · d5 preto torre · h5 branco torre · d4 branco rainha · a2 branco peão · b2 branco peão · f2 branco peão · c1 branco rei | f8 preto rei · a7 preto peão · g7 preto rainha · h7 preto peão · b6 preto peão · c6 preto peão · f6 preto peão · d5 preto torre · h5 branco torre · d4 branco rainha · a2 branco peão · b2 branco peão · f2 branco peão · c1 branco rei | f8 preto rei · a7 preto peão · g7 preto rainha · h7 preto peão · b6 preto peão · c6 preto peão · f6 preto peão · d5 preto torre · h5 branco torre · d4 branco rainha · a2 branco peão · b2 branco peão · f2 branco peão · c1 branco rei | f8 preto rei · a7 preto peão · g7 preto rainha · h7 preto peão · b6 preto peão · c6 preto peão · f6 preto peão · d5 preto torre · h5 branco torre · d4 branco rainha · a2 branco peão · b2 branco peão · f2 branco peão · c1 branco rei | f8 preto rei · a7 preto peão · g7 preto rainha · h7 preto peão · b6 preto peão · c6 preto peão · f6 preto peão · d5 preto torre · h5 branco torre · d4 branco rainha · a2 branco peão · b2 branco peão · f2 branco peão · c1 branco rei | 2 |
| 1 | f8 preto rei · a7 preto peão · g7 preto rainha · h7 preto peão · b6 preto peão · c6 preto peão · f6 preto peão · d5 preto torre · h5 branco torre · d4 branco rainha · a2 branco peão · b2 branco peão · f2 branco peão · c1 branco rei | f8 preto rei · a7 preto peão · g7 preto rainha · h7 preto peão · b6 preto peão · c6 preto peão · f6 preto peão · d5 preto torre · h5 branco torre · d4 branco rainha · a2 branco peão · b2 branco peão · f2 branco peão · c1 branco rei | f8 preto rei · a7 preto peão · g7 preto rainha · h7 preto peão · b6 preto peão · c6 preto peão · f6 preto peão · d5 preto torre · h5 branco torre · d4 branco rainha · a2 branco peão · b2 branco peão · f2 branco peão · c1 branco rei | f8 preto rei · a7 preto peão · g7 preto rainha · h7 preto peão · b6 preto peão · c6 preto peão · f6 preto peão · d5 preto torre · h5 branco torre · d4 branco rainha · a2 branco peão · b2 branco peão · f2 branco peão · c1 branco rei | f8 preto rei · a7 preto peão · g7 preto rainha · h7 preto peão · b6 preto peão · c6 preto peão · f6 preto peão · d5 preto torre · h5 branco torre · d4 branco rainha · a2 branco peão · b2 branco peão · f2 branco peão · c1 branco rei | f8 preto rei · a7 preto peão · g7 preto rainha · h7 preto peão · b6 preto peão · c6 preto peão · f6 preto peão · d5 preto torre · h5 branco torre · d4 branco rainha · a2 branco peão · b2 branco peão · f2 branco peão · c1 branco rei | f8 preto rei · a7 preto peão · g7 preto rainha · h7 preto peão · b6 preto peão · c6 preto peão · f6 preto peão · d5 preto torre · h5 branco torre · d4 branco rainha · a2 branco peão · b2 branco peão · f2 branco peão · c1 branco rei | f8 preto rei · a7 preto peão · g7 preto rainha · h7 preto peão · b6 preto peão · c6 preto peão · f6 preto peão · d5 preto torre · h5 branco torre · d4 branco rainha · a2 branco peão · b2 branco peão · f2 branco peão · c1 branco rei | 1 |
|   | a | b | c | d | e | f | g | h |   |

Data - 30 de Janeiro de 2003

Brancas - Garry Kasparov

Pretas - Deep Junior
Notação do jogo
1.d4  d5  2.c4  c6  3.Cc3  Cf6  4.e3  e6  5.Cf3  Cbd7  6.Dc2  b6  7.cxd5  exd5  8.Bd3  Be7  9.Bd2  0-0  10.g4  Cxg4  11.Tg1  Cdf6  12.h3  Ch6  13.e4  dxe4  14.Bxh6  exd3  15.Txg7+  Rh8  16.Dxd3  Tg8  17.Txg8+  Cxg8  18.Bf4  f6  19.0-0-0  Bd6  20.De3  Bxf4  21.Dxf4  Bxh3  22.Tg1  Db8  23.De3  Dd6  24.Ch4  Be6  25.Th1  Td8  26.Cg6+  Rg7  27.Cf4  Bf5  28.Cce2  Ce7  29.Cg3  Rh8  30.Cxf5  Cxf5  31.De4  Dd7  32.Th5  Cxd4  33.Cg6+  Rg8  34.Ce7+  Rf8  35.Cd5  Dg7  36.Dxd4  Txd5

0-1

## Jogo 4
|   | a | b | c | d | e | f | g | h |   |
| 8 | b7 preto torre · g7 preto rei · b6 branco peão · c6 preto torre · g6 preto peão · b5 branco torre · f5 preto peão · g5 branco peão · f4 branco peão · h4 branco rei · b1 branco torre | b7 preto torre · g7 preto rei · b6 branco peão · c6 preto torre · g6 preto peão · b5 branco torre · f5 preto peão · g5 branco peão · f4 branco peão · h4 branco rei · b1 branco torre | b7 preto torre · g7 preto rei · b6 branco peão · c6 preto torre · g6 preto peão · b5 branco torre · f5 preto peão · g5 branco peão · f4 branco peão · h4 branco rei · b1 branco torre | b7 preto torre · g7 preto rei · b6 branco peão · c6 preto torre · g6 preto peão · b5 branco torre · f5 preto peão · g5 branco peão · f4 branco peão · h4 branco rei · b1 branco torre | b7 preto torre · g7 preto rei · b6 branco peão · c6 preto torre · g6 preto peão · b5 branco torre · f5 preto peão · g5 branco peão · f4 branco peão · h4 branco rei · b1 branco torre | b7 preto torre · g7 preto rei · b6 branco peão · c6 preto torre · g6 preto peão · b5 branco torre · f5 preto peão · g5 branco peão · f4 branco peão · h4 branco rei · b1 branco torre | b7 preto torre · g7 preto rei · b6 branco peão · c6 preto torre · g6 preto peão · b5 branco torre · f5 preto peão · g5 branco peão · f4 branco peão · h4 branco rei · b1 branco torre | b7 preto torre · g7 preto rei · b6 branco peão · c6 preto torre · g6 preto peão · b5 branco torre · f5 preto peão · g5 branco peão · f4 branco peão · h4 branco rei · b1 branco torre | 8 |
| 7 | b7 preto torre · g7 preto rei · b6 branco peão · c6 preto torre · g6 preto peão · b5 branco torre · f5 preto peão · g5 branco peão · f4 branco peão · h4 branco rei · b1 branco torre | b7 preto torre · g7 preto rei · b6 branco peão · c6 preto torre · g6 preto peão · b5 branco torre · f5 preto peão · g5 branco peão · f4 branco peão · h4 branco rei · b1 branco torre | b7 preto torre · g7 preto rei · b6 branco peão · c6 preto torre · g6 preto peão · b5 branco torre · f5 preto peão · g5 branco peão · f4 branco peão · h4 branco rei · b1 branco torre | b7 preto torre · g7 preto rei · b6 branco peão · c6 preto torre · g6 preto peão · b5 branco torre · f5 preto peão · g5 branco peão · f4 branco peão · h4 branco rei · b1 branco torre | b7 preto torre · g7 preto rei · b6 branco peão · c6 preto torre · g6 preto peão · b5 branco torre · f5 preto peão · g5 branco peão · f4 branco peão · h4 branco rei · b1 branco torre | b7 preto torre · g7 preto rei · b6 branco peão · c6 preto torre · g6 preto peão · b5 branco torre · f5 preto peão · g5 branco peão · f4 branco peão · h4 branco rei · b1 branco torre | b7 preto torre · g7 preto rei · b6 branco peão · c6 preto torre · g6 preto peão · b5 branco torre · f5 preto peão · g5 branco peão · f4 branco peão · h4 branco rei · b1 branco torre | b7 preto torre · g7 preto rei · b6 branco peão · c6 preto torre · g6 preto peão · b5 branco torre · f5 preto peão · g5 branco peão · f4 branco peão · h4 branco rei · b1 branco torre | 7 |
| 6 | b7 preto torre · g7 preto rei · b6 branco peão · c6 preto torre · g6 preto peão · b5 branco torre · f5 preto peão · g5 branco peão · f4 branco peão · h4 branco rei · b1 branco torre | b7 preto torre · g7 preto rei · b6 branco peão · c6 preto torre · g6 preto peão · b5 branco torre · f5 preto peão · g5 branco peão · f4 branco peão · h4 branco rei · b1 branco torre | b7 preto torre · g7 preto rei · b6 branco peão · c6 preto torre · g6 preto peão · b5 branco torre · f5 preto peão · g5 branco peão · f4 branco peão · h4 branco rei · b1 branco torre | b7 preto torre · g7 preto rei · b6 branco peão · c6 preto torre · g6 preto peão · b5 branco torre · f5 preto peão · g5 branco peão · f4 branco peão · h4 branco rei · b1 branco torre | b7 preto torre · g7 preto rei · b6 branco peão · c6 preto torre · g6 preto peão · b5 branco torre · f5 preto peão · g5 branco peão · f4 branco peão · h4 branco rei · b1 branco torre | b7 preto torre · g7 preto rei · b6 branco peão · c6 preto torre · g6 preto peão · b5 branco torre · f5 preto peão · g5 branco peão · f4 branco peão · h4 branco rei · b1 branco torre | b7 preto torre · g7 preto rei · b6 branco peão · c6 preto torre · g6 preto peão · b5 branco torre · f5 preto peão · g5 branco peão · f4 branco peão · h4 branco rei · b1 branco torre | b7 preto torre · g7 preto rei · b6 branco peão · c6 preto torre · g6 preto peão · b5 branco torre · f5 preto peão · g5 branco peão · f4 branco peão · h4 branco rei · b1 branco torre | 6 |
| 5 | b7 preto torre · g7 preto rei · b6 branco peão · c6 preto torre · g6 preto peão · b5 branco torre · f5 preto peão · g5 branco peão · f4 branco peão · h4 branco rei · b1 branco torre | b7 preto torre · g7 preto rei · b6 branco peão · c6 preto torre · g6 preto peão · b5 branco torre · f5 preto peão · g5 branco peão · f4 branco peão · h4 branco rei · b1 branco torre | b7 preto torre · g7 preto rei · b6 branco peão · c6 preto torre · g6 preto peão · b5 branco torre · f5 preto peão · g5 branco peão · f4 branco peão · h4 branco rei · b1 branco torre | b7 preto torre · g7 preto rei · b6 branco peão · c6 preto torre · g6 preto peão · b5 branco torre · f5 preto peão · g5 branco peão · f4 branco peão · h4 branco rei · b1 branco torre | b7 preto torre · g7 preto rei · b6 branco peão · c6 preto torre · g6 preto peão · b5 branco torre · f5 preto peão · g5 branco peão · f4 branco peão · h4 branco rei · b1 branco torre | b7 preto torre · g7 preto rei · b6 branco peão · c6 preto torre · g6 preto peão · b5 branco torre · f5 preto peão · g5 branco peão · f4 branco peão · h4 branco rei · b1 branco torre | b7 preto torre · g7 preto rei · b6 branco peão · c6 preto torre · g6 preto peão · b5 branco torre · f5 preto peão · g5 branco peão · f4 branco peão · h4 branco rei · b1 branco torre | b7 preto torre · g7 preto rei · b6 branco peão · c6 preto torre · g6 preto peão · b5 branco torre · f5 preto peão · g5 branco peão · f4 branco peão · h4 branco rei · b1 branco torre | 5 |
| 4 | b7 preto torre · g7 preto rei · b6 branco peão · c6 preto torre · g6 preto peão · b5 branco torre · f5 preto peão · g5 branco peão · f4 branco peão · h4 branco rei · b1 branco torre | b7 preto torre · g7 preto rei · b6 branco peão · c6 preto torre · g6 preto peão · b5 branco torre · f5 preto peão · g5 branco peão · f4 branco peão · h4 branco rei · b1 branco torre | b7 preto torre · g7 preto rei · b6 branco peão · c6 preto torre · g6 preto peão · b5 branco torre · f5 preto peão · g5 branco peão · f4 branco peão · h4 branco rei · b1 branco torre | b7 preto torre · g7 preto rei · b6 branco peão · c6 preto torre · g6 preto peão · b5 branco torre · f5 preto peão · g5 branco peão · f4 branco peão · h4 branco rei · b1 branco torre | b7 preto torre · g7 preto rei · b6 branco peão · c6 preto torre · g6 preto peão · b5 branco torre · f5 preto peão · g5 branco peão · f4 branco peão · h4 branco rei · b1 branco torre | b7 preto torre · g7 preto rei · b6 branco peão · c6 preto torre · g6 preto peão · b5 branco torre · f5 preto peão · g5 branco peão · f4 branco peão · h4 branco rei · b1 branco torre | b7 preto torre · g7 preto rei · b6 branco peão · c6 preto torre · g6 preto peão · b5 branco torre · f5 preto peão · g5 branco peão · f4 branco peão · h4 branco rei · b1 branco torre | b7 preto torre · g7 preto rei · b6 branco peão · c6 preto torre · g6 preto peão · b5 branco torre · f5 preto peão · g5 branco peão · f4 branco peão · h4 branco rei · b1 branco torre | 4 |
| 3 | b7 preto torre · g7 preto rei · b6 branco peão · c6 preto torre · g6 preto peão · b5 branco torre · f5 preto peão · g5 branco peão · f4 branco peão · h4 branco rei · b1 branco torre | b7 preto torre · g7 preto rei · b6 branco peão · c6 preto torre · g6 preto peão · b5 branco torre · f5 preto peão · g5 branco peão · f4 branco peão · h4 branco rei · b1 branco torre | b7 preto torre · g7 preto rei · b6 branco peão · c6 preto torre · g6 preto peão · b5 branco torre · f5 preto peão · g5 branco peão · f4 branco peão · h4 branco rei · b1 branco torre | b7 preto torre · g7 preto rei · b6 branco peão · c6 preto torre · g6 preto peão · b5 branco torre · f5 preto peão · g5 branco peão · f4 branco peão · h4 branco rei · b1 branco torre | b7 preto torre · g7 preto rei · b6 branco peão · c6 preto torre · g6 preto peão · b5 branco torre · f5 preto peão · g5 branco peão · f4 branco peão · h4 branco rei · b1 branco torre | b7 preto torre · g7 preto rei · b6 branco peão · c6 preto torre · g6 preto peão · b5 branco torre · f5 preto peão · g5 branco peão · f4 branco peão · h4 branco rei · b1 branco torre | b7 preto torre · g7 preto rei · b6 branco peão · c6 preto torre · g6 preto peão · b5 branco torre · f5 preto peão · g5 branco peão · f4 branco peão · h4 branco rei · b1 branco torre | b7 preto torre · g7 preto rei · b6 branco peão · c6 preto torre · g6 preto peão · b5 branco torre · f5 preto peão · g5 branco peão · f4 branco peão · h4 branco rei · b1 branco torre | 3 |
| 2 | b7 preto torre · g7 preto rei · b6 branco peão · c6 preto torre · g6 preto peão · b5 branco torre · f5 preto peão · g5 branco peão · f4 branco peão · h4 branco rei · b1 branco torre | b7 preto torre · g7 preto rei · b6 branco peão · c6 preto torre · g6 preto peão · b5 branco torre · f5 preto peão · g5 branco peão · f4 branco peão · h4 branco rei · b1 branco torre | b7 preto torre · g7 preto rei · b6 branco peão · c6 preto torre · g6 preto peão · b5 branco torre · f5 preto peão · g5 branco peão · f4 branco peão · h4 branco rei · b1 branco torre | b7 preto torre · g7 preto rei · b6 branco peão · c6 preto torre · g6 preto peão · b5 branco torre · f5 preto peão · g5 branco peão · f4 branco peão · h4 branco rei · b1 branco torre | b7 preto torre · g7 preto rei · b6 branco peão · c6 preto torre · g6 preto peão · b5 branco torre · f5 preto peão · g5 branco peão · f4 branco peão · h4 branco rei · b1 branco torre | b7 preto torre · g7 preto rei · b6 branco peão · c6 preto torre · g6 preto peão · b5 branco torre · f5 preto peão · g5 branco peão · f4 branco peão · h4 branco rei · b1 branco torre | b7 preto torre · g7 preto rei · b6 branco peão · c6 preto torre · g6 preto peão · b5 branco torre · f5 preto peão · g5 branco peão · f4 branco peão · h4 branco rei · b1 branco torre | b7 preto torre · g7 preto rei · b6 branco peão · c6 preto torre · g6 preto peão · b5 branco torre · f5 preto peão · g5 branco peão · f4 branco peão · h4 branco rei · b1 branco torre | 2 |
| 1 | b7 preto torre · g7 preto rei · b6 branco peão · c6 preto torre · g6 preto peão · b5 branco torre · f5 preto peão · g5 branco peão · f4 branco peão · h4 branco rei · b1 branco torre | b7 preto torre · g7 preto rei · b6 branco peão · c6 preto torre · g6 preto peão · b5 branco torre · f5 preto peão · g5 branco peão · f4 branco peão · h4 branco rei · b1 branco torre | b7 preto torre · g7 preto rei · b6 branco peão · c6 preto torre · g6 preto peão · b5 branco torre · f5 preto peão · g5 branco peão · f4 branco peão · h4 branco rei · b1 branco torre | b7 preto torre · g7 preto rei · b6 branco peão · c6 preto torre · g6 preto peão · b5 branco torre · f5 preto peão · g5 branco peão · f4 branco peão · h4 branco rei · b1 branco torre | b7 preto torre · g7 preto rei · b6 branco peão · c6 preto torre · g6 preto peão · b5 branco torre · f5 preto peão · g5 branco peão · f4 branco peão · h4 branco rei · b1 branco torre | b7 preto torre · g7 preto rei · b6 branco peão · c6 preto torre · g6 preto peão · b5 branco torre · f5 preto peão · g5 branco peão · f4 branco peão · h4 branco rei · b1 branco torre | b7 preto torre · g7 preto rei · b6 branco peão · c6 preto torre · g6 preto peão · b5 branco torre · f5 preto peão · g5 branco peão · f4 branco peão · h4 branco rei · b1 branco torre | b7 preto torre · g7 preto rei · b6 branco peão · c6 preto torre · g6 preto peão · b5 branco torre · f5 preto peão · g5 branco peão · f4 branco peão · h4 branco rei · b1 branco torre | 1 |
|   | a | b | c | d | e | f | g | h |   |

Data - 2 de Fevereiro de 2003

Brancas - Deep Junior

Pretas - Garry Kasparov
Notação do jogo
1.e4  c5  2.Cf3  Cc6  3.d4  cxd4  4.Cxd4  e6  5.Cb5  d6  6.c4  Cf6  7.C1c3  a6  8.Ca3  Cd7  9.Cc2  Be7  10.Be2  b6  11.0-0  Bb7  12.h3  0-0  13.Be3  Tc8  14.Dd2  Cce5  15.b3  Cf6  16.f3  Dc7  17.Tac1  Tfe8  18.a3  Ced7  19.Tfd1  Db8  20.Bf2  Tcd8  21.b4  Ba8  22.a4  Tc8  23.Tb1  Dc7  24.a5  bxa5  25.b5  Bb7  26.b6  Db8  27.Ce3  Cc5  28.Da2  Cfd7  29.Ca4  Ce5  30.Cc2  Ccd7  31.Cd4  Ted8  32.Rh1  Cc6  33.Cxc6  Txc6  34.Rg1  h6  35.Da3  Tdc8  36.Bg3  Bf8  37.Dc3  Ce5  38.c5  Cd7  39.Dxa5  Cxc5  40.Cxc5  Txc5  41.Da4  T5c6  42.Bf2  d5  43.Bxa6  Bc5  44.Bxc5  Txc5  45.Bxb7  Dxb7  46.exd5  exd5  47.Da7  T5c7  48.Dxb7  Txb7  49.Txd5  Tc6  50.Tdb5  h5  51.Rf2  Te6  52.f4  g6  53.Rg3  Rg7  54.Rh4  Rh6  55.T1b4  Td6  56.g3  f6  57.g4  hxg4  58.hxg4  Rg7  59.Tb3  Tc6  60.g5  f5  61.Tb1

½-½

## Jogo 5
|   | a | b | c | d | e | f | g | h |   |
| 8 | a8 preto torre · b8 preto cavalo · c8 preto bispo · d8 preto rainha · e8 preto torre · g8 preto rei · a7 preto peão · b7 preto peão · f7 preto peão · g7 preto peão · h7 preto peão · c6 preto peão · d6 preto bispo · f6 preto cavalo · d5 preto peão · d4 branco peão · a3 branco peão · c3 branco cavalo · d3 branco bispo · e3 branco peão · b2 branco peão · c2 branco rainha · e2 branco cavalo · f2 branco peão · g2 branco peão · h2 branco peão · a1 branco torre · c1 branco bispo · f1 branco torre · g1 branco rei | a8 preto torre · b8 preto cavalo · c8 preto bispo · d8 preto rainha · e8 preto torre · g8 preto rei · a7 preto peão · b7 preto peão · f7 preto peão · g7 preto peão · h7 preto peão · c6 preto peão · d6 preto bispo · f6 preto cavalo · d5 preto peão · d4 branco peão · a3 branco peão · c3 branco cavalo · d3 branco bispo · e3 branco peão · b2 branco peão · c2 branco rainha · e2 branco cavalo · f2 branco peão · g2 branco peão · h2 branco peão · a1 branco torre · c1 branco bispo · f1 branco torre · g1 branco rei | a8 preto torre · b8 preto cavalo · c8 preto bispo · d8 preto rainha · e8 preto torre · g8 preto rei · a7 preto peão · b7 preto peão · f7 preto peão · g7 preto peão · h7 preto peão · c6 preto peão · d6 preto bispo · f6 preto cavalo · d5 preto peão · d4 branco peão · a3 branco peão · c3 branco cavalo · d3 branco bispo · e3 branco peão · b2 branco peão · c2 branco rainha · e2 branco cavalo · f2 branco peão · g2 branco peão · h2 branco peão · a1 branco torre · c1 branco bispo · f1 branco torre · g1 branco rei | a8 preto torre · b8 preto cavalo · c8 preto bispo · d8 preto rainha · e8 preto torre · g8 preto rei · a7 preto peão · b7 preto peão · f7 preto peão · g7 preto peão · h7 preto peão · c6 preto peão · d6 preto bispo · f6 preto cavalo · d5 preto peão · d4 branco peão · a3 branco peão · c3 branco cavalo · d3 branco bispo · e3 branco peão · b2 branco peão · c2 branco rainha · e2 branco cavalo · f2 branco peão · g2 branco peão · h2 branco peão · a1 branco torre · c1 branco bispo · f1 branco torre · g1 branco rei | a8 preto torre · b8 preto cavalo · c8 preto bispo · d8 preto rainha · e8 preto torre · g8 preto rei · a7 preto peão · b7 preto peão · f7 preto peão · g7 preto peão · h7 preto peão · c6 preto peão · d6 preto bispo · f6 preto cavalo · d5 preto peão · d4 branco peão · a3 branco peão · c3 branco cavalo · d3 branco bispo · e3 branco peão · b2 branco peão · c2 branco rainha · e2 branco cavalo · f2 branco peão · g2 branco peão · h2 branco peão · a1 branco torre · c1 branco bispo · f1 branco torre · g1 branco rei | a8 preto torre · b8 preto cavalo · c8 preto bispo · d8 preto rainha · e8 preto torre · g8 preto rei · a7 preto peão · b7 preto peão · f7 preto peão · g7 preto peão · h7 preto peão · c6 preto peão · d6 preto bispo · f6 preto cavalo · d5 preto peão · d4 branco peão · a3 branco peão · c3 branco cavalo · d3 branco bispo · e3 branco peão · b2 branco peão · c2 branco rainha · e2 branco cavalo · f2 branco peão · g2 branco peão · h2 branco peão · a1 branco torre · c1 branco bispo · f1 branco torre · g1 branco rei | a8 preto torre · b8 preto cavalo · c8 preto bispo · d8 preto rainha · e8 preto torre · g8 preto rei · a7 preto peão · b7 preto peão · f7 preto peão · g7 preto peão · h7 preto peão · c6 preto peão · d6 preto bispo · f6 preto cavalo · d5 preto peão · d4 branco peão · a3 branco peão · c3 branco cavalo · d3 branco bispo · e3 branco peão · b2 branco peão · c2 branco rainha · e2 branco cavalo · f2 branco peão · g2 branco peão · h2 branco peão · a1 branco torre · c1 branco bispo · f1 branco torre · g1 branco rei | a8 preto torre · b8 preto cavalo · c8 preto bispo · d8 preto rainha · e8 preto torre · g8 preto rei · a7 preto peão · b7 preto peão · f7 preto peão · g7 preto peão · h7 preto peão · c6 preto peão · d6 preto bispo · f6 preto cavalo · d5 preto peão · d4 branco peão · a3 branco peão · c3 branco cavalo · d3 branco bispo · e3 branco peão · b2 branco peão · c2 branco rainha · e2 branco cavalo · f2 branco peão · g2 branco peão · h2 branco peão · a1 branco torre · c1 branco bispo · f1 branco torre · g1 branco rei | 8 |
| 7 | a8 preto torre · b8 preto cavalo · c8 preto bispo · d8 preto rainha · e8 preto torre · g8 preto rei · a7 preto peão · b7 preto peão · f7 preto peão · g7 preto peão · h7 preto peão · c6 preto peão · d6 preto bispo · f6 preto cavalo · d5 preto peão · d4 branco peão · a3 branco peão · c3 branco cavalo · d3 branco bispo · e3 branco peão · b2 branco peão · c2 branco rainha · e2 branco cavalo · f2 branco peão · g2 branco peão · h2 branco peão · a1 branco torre · c1 branco bispo · f1 branco torre · g1 branco rei | a8 preto torre · b8 preto cavalo · c8 preto bispo · d8 preto rainha · e8 preto torre · g8 preto rei · a7 preto peão · b7 preto peão · f7 preto peão · g7 preto peão · h7 preto peão · c6 preto peão · d6 preto bispo · f6 preto cavalo · d5 preto peão · d4 branco peão · a3 branco peão · c3 branco cavalo · d3 branco bispo · e3 branco peão · b2 branco peão · c2 branco rainha · e2 branco cavalo · f2 branco peão · g2 branco peão · h2 branco peão · a1 branco torre · c1 branco bispo · f1 branco torre · g1 branco rei | a8 preto torre · b8 preto cavalo · c8 preto bispo · d8 preto rainha · e8 preto torre · g8 preto rei · a7 preto peão · b7 preto peão · f7 preto peão · g7 preto peão · h7 preto peão · c6 preto peão · d6 preto bispo · f6 preto cavalo · d5 preto peão · d4 branco peão · a3 branco peão · c3 branco cavalo · d3 branco bispo · e3 branco peão · b2 branco peão · c2 branco rainha · e2 branco cavalo · f2 branco peão · g2 branco peão · h2 branco peão · a1 branco torre · c1 branco bispo · f1 branco torre · g1 branco rei | a8 preto torre · b8 preto cavalo · c8 preto bispo · d8 preto rainha · e8 preto torre · g8 preto rei · a7 preto peão · b7 preto peão · f7 preto peão · g7 preto peão · h7 preto peão · c6 preto peão · d6 preto bispo · f6 preto cavalo · d5 preto peão · d4 branco peão · a3 branco peão · c3 branco cavalo · d3 branco bispo · e3 branco peão · b2 branco peão · c2 branco rainha · e2 branco cavalo · f2 branco peão · g2 branco peão · h2 branco peão · a1 branco torre · c1 branco bispo · f1 branco torre · g1 branco rei | a8 preto torre · b8 preto cavalo · c8 preto bispo · d8 preto rainha · e8 preto torre · g8 preto rei · a7 preto peão · b7 preto peão · f7 preto peão · g7 preto peão · h7 preto peão · c6 preto peão · d6 preto bispo · f6 preto cavalo · d5 preto peão · d4 branco peão · a3 branco peão · c3 branco cavalo · d3 branco bispo · e3 branco peão · b2 branco peão · c2 branco rainha · e2 branco cavalo · f2 branco peão · g2 branco peão · h2 branco peão · a1 branco torre · c1 branco bispo · f1 branco torre · g1 branco rei | a8 preto torre · b8 preto cavalo · c8 preto bispo · d8 preto rainha · e8 preto torre · g8 preto rei · a7 preto peão · b7 preto peão · f7 preto peão · g7 preto peão · h7 preto peão · c6 preto peão · d6 preto bispo · f6 preto cavalo · d5 preto peão · d4 branco peão · a3 branco peão · c3 branco cavalo · d3 branco bispo · e3 branco peão · b2 branco peão · c2 branco rainha · e2 branco cavalo · f2 branco peão · g2 branco peão · h2 branco peão · a1 branco torre · c1 branco bispo · f1 branco torre · g1 branco rei | a8 preto torre · b8 preto cavalo · c8 preto bispo · d8 preto rainha · e8 preto torre · g8 preto rei · a7 preto peão · b7 preto peão · f7 preto peão · g7 preto peão · h7 preto peão · c6 preto peão · d6 preto bispo · f6 preto cavalo · d5 preto peão · d4 branco peão · a3 branco peão · c3 branco cavalo · d3 branco bispo · e3 branco peão · b2 branco peão · c2 branco rainha · e2 branco cavalo · f2 branco peão · g2 branco peão · h2 branco peão · a1 branco torre · c1 branco bispo · f1 branco torre · g1 branco rei | a8 preto torre · b8 preto cavalo · c8 preto bispo · d8 preto rainha · e8 preto torre · g8 preto rei · a7 preto peão · b7 preto peão · f7 preto peão · g7 preto peão · h7 preto peão · c6 preto peão · d6 preto bispo · f6 preto cavalo · d5 preto peão · d4 branco peão · a3 branco peão · c3 branco cavalo · d3 branco bispo · e3 branco peão · b2 branco peão · c2 branco rainha · e2 branco cavalo · f2 branco peão · g2 branco peão · h2 branco peão · a1 branco torre · c1 branco bispo · f1 branco torre · g1 branco rei | 7 |
| 6 | a8 preto torre · b8 preto cavalo · c8 preto bispo · d8 preto rainha · e8 preto torre · g8 preto rei · a7 preto peão · b7 preto peão · f7 preto peão · g7 preto peão · h7 preto peão · c6 preto peão · d6 preto bispo · f6 preto cavalo · d5 preto peão · d4 branco peão · a3 branco peão · c3 branco cavalo · d3 branco bispo · e3 branco peão · b2 branco peão · c2 branco rainha · e2 branco cavalo · f2 branco peão · g2 branco peão · h2 branco peão · a1 branco torre · c1 branco bispo · f1 branco torre · g1 branco rei | a8 preto torre · b8 preto cavalo · c8 preto bispo · d8 preto rainha · e8 preto torre · g8 preto rei · a7 preto peão · b7 preto peão · f7 preto peão · g7 preto peão · h7 preto peão · c6 preto peão · d6 preto bispo · f6 preto cavalo · d5 preto peão · d4 branco peão · a3 branco peão · c3 branco cavalo · d3 branco bispo · e3 branco peão · b2 branco peão · c2 branco rainha · e2 branco cavalo · f2 branco peão · g2 branco peão · h2 branco peão · a1 branco torre · c1 branco bispo · f1 branco torre · g1 branco rei | a8 preto torre · b8 preto cavalo · c8 preto bispo · d8 preto rainha · e8 preto torre · g8 preto rei · a7 preto peão · b7 preto peão · f7 preto peão · g7 preto peão · h7 preto peão · c6 preto peão · d6 preto bispo · f6 preto cavalo · d5 preto peão · d4 branco peão · a3 branco peão · c3 branco cavalo · d3 branco bispo · e3 branco peão · b2 branco peão · c2 branco rainha · e2 branco cavalo · f2 branco peão · g2 branco peão · h2 branco peão · a1 branco torre · c1 branco bispo · f1 branco torre · g1 branco rei | a8 preto torre · b8 preto cavalo · c8 preto bispo · d8 preto rainha · e8 preto torre · g8 preto rei · a7 preto peão · b7 preto peão · f7 preto peão · g7 preto peão · h7 preto peão · c6 preto peão · d6 preto bispo · f6 preto cavalo · d5 preto peão · d4 branco peão · a3 branco peão · c3 branco cavalo · d3 branco bispo · e3 branco peão · b2 branco peão · c2 branco rainha · e2 branco cavalo · f2 branco peão · g2 branco peão · h2 branco peão · a1 branco torre · c1 branco bispo · f1 branco torre · g1 branco rei | a8 preto torre · b8 preto cavalo · c8 preto bispo · d8 preto rainha · e8 preto torre · g8 preto rei · a7 preto peão · b7 preto peão · f7 preto peão · g7 preto peão · h7 preto peão · c6 preto peão · d6 preto bispo · f6 preto cavalo · d5 preto peão · d4 branco peão · a3 branco peão · c3 branco cavalo · d3 branco bispo · e3 branco peão · b2 branco peão · c2 branco rainha · e2 branco cavalo · f2 branco peão · g2 branco peão · h2 branco peão · a1 branco torre · c1 branco bispo · f1 branco torre · g1 branco rei | a8 preto torre · b8 preto cavalo · c8 preto bispo · d8 preto rainha · e8 preto torre · g8 preto rei · a7 preto peão · b7 preto peão · f7 preto peão · g7 preto peão · h7 preto peão · c6 preto peão · d6 preto bispo · f6 preto cavalo · d5 preto peão · d4 branco peão · a3 branco peão · c3 branco cavalo · d3 branco bispo · e3 branco peão · b2 branco peão · c2 branco rainha · e2 branco cavalo · f2 branco peão · g2 branco peão · h2 branco peão · a1 branco torre · c1 branco bispo · f1 branco torre · g1 branco rei | a8 preto torre · b8 preto cavalo · c8 preto bispo · d8 preto rainha · e8 preto torre · g8 preto rei · a7 preto peão · b7 preto peão · f7 preto peão · g7 preto peão · h7 preto peão · c6 preto peão · d6 preto bispo · f6 preto cavalo · d5 preto peão · d4 branco peão · a3 branco peão · c3 branco cavalo · d3 branco bispo · e3 branco peão · b2 branco peão · c2 branco rainha · e2 branco cavalo · f2 branco peão · g2 branco peão · h2 branco peão · a1 branco torre · c1 branco bispo · f1 branco torre · g1 branco rei | a8 preto torre · b8 preto cavalo · c8 preto bispo · d8 preto rainha · e8 preto torre · g8 preto rei · a7 preto peão · b7 preto peão · f7 preto peão · g7 preto peão · h7 preto peão · c6 preto peão · d6 preto bispo · f6 preto cavalo · d5 preto peão · d4 branco peão · a3 branco peão · c3 branco cavalo · d3 branco bispo · e3 branco peão · b2 branco peão · c2 branco rainha · e2 branco cavalo · f2 branco peão · g2 branco peão · h2 branco peão · a1 branco torre · c1 branco bispo · f1 branco torre · g1 branco rei | 6 |
| 5 | a8 preto torre · b8 preto cavalo · c8 preto bispo · d8 preto rainha · e8 preto torre · g8 preto rei · a7 preto peão · b7 preto peão · f7 preto peão · g7 preto peão · h7 preto peão · c6 preto peão · d6 preto bispo · f6 preto cavalo · d5 preto peão · d4 branco peão · a3 branco peão · c3 branco cavalo · d3 branco bispo · e3 branco peão · b2 branco peão · c2 branco rainha · e2 branco cavalo · f2 branco peão · g2 branco peão · h2 branco peão · a1 branco torre · c1 branco bispo · f1 branco torre · g1 branco rei | a8 preto torre · b8 preto cavalo · c8 preto bispo · d8 preto rainha · e8 preto torre · g8 preto rei · a7 preto peão · b7 preto peão · f7 preto peão · g7 preto peão · h7 preto peão · c6 preto peão · d6 preto bispo · f6 preto cavalo · d5 preto peão · d4 branco peão · a3 branco peão · c3 branco cavalo · d3 branco bispo · e3 branco peão · b2 branco peão · c2 branco rainha · e2 branco cavalo · f2 branco peão · g2 branco peão · h2 branco peão · a1 branco torre · c1 branco bispo · f1 branco torre · g1 branco rei | a8 preto torre · b8 preto cavalo · c8 preto bispo · d8 preto rainha · e8 preto torre · g8 preto rei · a7 preto peão · b7 preto peão · f7 preto peão · g7 preto peão · h7 preto peão · c6 preto peão · d6 preto bispo · f6 preto cavalo · d5 preto peão · d4 branco peão · a3 branco peão · c3 branco cavalo · d3 branco bispo · e3 branco peão · b2 branco peão · c2 branco rainha · e2 branco cavalo · f2 branco peão · g2 branco peão · h2 branco peão · a1 branco torre · c1 branco bispo · f1 branco torre · g1 branco rei | a8 preto torre · b8 preto cavalo · c8 preto bispo · d8 preto rainha · e8 preto torre · g8 preto rei · a7 preto peão · b7 preto peão · f7 preto peão · g7 preto peão · h7 preto peão · c6 preto peão · d6 preto bispo · f6 preto cavalo · d5 preto peão · d4 branco peão · a3 branco peão · c3 branco cavalo · d3 branco bispo · e3 branco peão · b2 branco peão · c2 branco rainha · e2 branco cavalo · f2 branco peão · g2 branco peão · h2 branco peão · a1 branco torre · c1 branco bispo · f1 branco torre · g1 branco rei | a8 preto torre · b8 preto cavalo · c8 preto bispo · d8 preto rainha · e8 preto torre · g8 preto rei · a7 preto peão · b7 preto peão · f7 preto peão · g7 preto peão · h7 preto peão · c6 preto peão · d6 preto bispo · f6 preto cavalo · d5 preto peão · d4 branco peão · a3 branco peão · c3 branco cavalo · d3 branco bispo · e3 branco peão · b2 branco peão · c2 branco rainha · e2 branco cavalo · f2 branco peão · g2 branco peão · h2 branco peão · a1 branco torre · c1 branco bispo · f1 branco torre · g1 branco rei | a8 preto torre · b8 preto cavalo · c8 preto bispo · d8 preto rainha · e8 preto torre · g8 preto rei · a7 preto peão · b7 preto peão · f7 preto peão · g7 preto peão · h7 preto peão · c6 preto peão · d6 preto bispo · f6 preto cavalo · d5 preto peão · d4 branco peão · a3 branco peão · c3 branco cavalo · d3 branco bispo · e3 branco peão · b2 branco peão · c2 branco rainha · e2 branco cavalo · f2 branco peão · g2 branco peão · h2 branco peão · a1 branco torre · c1 branco bispo · f1 branco torre · g1 branco rei | a8 preto torre · b8 preto cavalo · c8 preto bispo · d8 preto rainha · e8 preto torre · g8 preto rei · a7 preto peão · b7 preto peão · f7 preto peão · g7 preto peão · h7 preto peão · c6 preto peão · d6 preto bispo · f6 preto cavalo · d5 preto peão · d4 branco peão · a3 branco peão · c3 branco cavalo · d3 branco bispo · e3 branco peão · b2 branco peão · c2 branco rainha · e2 branco cavalo · f2 branco peão · g2 branco peão · h2 branco peão · a1 branco torre · c1 branco bispo · f1 branco torre · g1 branco rei | a8 preto torre · b8 preto cavalo · c8 preto bispo · d8 preto rainha · e8 preto torre · g8 preto rei · a7 preto peão · b7 preto peão · f7 preto peão · g7 preto peão · h7 preto peão · c6 preto peão · d6 preto bispo · f6 preto cavalo · d5 preto peão · d4 branco peão · a3 branco peão · c3 branco cavalo · d3 branco bispo · e3 branco peão · b2 branco peão · c2 branco rainha · e2 branco cavalo · f2 branco peão · g2 branco peão · h2 branco peão · a1 branco torre · c1 branco bispo · f1 branco torre · g1 branco rei | 5 |
| 4 | a8 preto torre · b8 preto cavalo · c8 preto bispo · d8 preto rainha · e8 preto torre · g8 preto rei · a7 preto peão · b7 preto peão · f7 preto peão · g7 preto peão · h7 preto peão · c6 preto peão · d6 preto bispo · f6 preto cavalo · d5 preto peão · d4 branco peão · a3 branco peão · c3 branco cavalo · d3 branco bispo · e3 branco peão · b2 branco peão · c2 branco rainha · e2 branco cavalo · f2 branco peão · g2 branco peão · h2 branco peão · a1 branco torre · c1 branco bispo · f1 branco torre · g1 branco rei | a8 preto torre · b8 preto cavalo · c8 preto bispo · d8 preto rainha · e8 preto torre · g8 preto rei · a7 preto peão · b7 preto peão · f7 preto peão · g7 preto peão · h7 preto peão · c6 preto peão · d6 preto bispo · f6 preto cavalo · d5 preto peão · d4 branco peão · a3 branco peão · c3 branco cavalo · d3 branco bispo · e3 branco peão · b2 branco peão · c2 branco rainha · e2 branco cavalo · f2 branco peão · g2 branco peão · h2 branco peão · a1 branco torre · c1 branco bispo · f1 branco torre · g1 branco rei | a8 preto torre · b8 preto cavalo · c8 preto bispo · d8 preto rainha · e8 preto torre · g8 preto rei · a7 preto peão · b7 preto peão · f7 preto peão · g7 preto peão · h7 preto peão · c6 preto peão · d6 preto bispo · f6 preto cavalo · d5 preto peão · d4 branco peão · a3 branco peão · c3 branco cavalo · d3 branco bispo · e3 branco peão · b2 branco peão · c2 branco rainha · e2 branco cavalo · f2 branco peão · g2 branco peão · h2 branco peão · a1 branco torre · c1 branco bispo · f1 branco torre · g1 branco rei | a8 preto torre · b8 preto cavalo · c8 preto bispo · d8 preto rainha · e8 preto torre · g8 preto rei · a7 preto peão · b7 preto peão · f7 preto peão · g7 preto peão · h7 preto peão · c6 preto peão · d6 preto bispo · f6 preto cavalo · d5 preto peão · d4 branco peão · a3 branco peão · c3 branco cavalo · d3 branco bispo · e3 branco peão · b2 branco peão · c2 branco rainha · e2 branco cavalo · f2 branco peão · g2 branco peão · h2 branco peão · a1 branco torre · c1 branco bispo · f1 branco torre · g1 branco rei | a8 preto torre · b8 preto cavalo · c8 preto bispo · d8 preto rainha · e8 preto torre · g8 preto rei · a7 preto peão · b7 preto peão · f7 preto peão · g7 preto peão · h7 preto peão · c6 preto peão · d6 preto bispo · f6 preto cavalo · d5 preto peão · d4 branco peão · a3 branco peão · c3 branco cavalo · d3 branco bispo · e3 branco peão · b2 branco peão · c2 branco rainha · e2 branco cavalo · f2 branco peão · g2 branco peão · h2 branco peão · a1 branco torre · c1 branco bispo · f1 branco torre · g1 branco rei | a8 preto torre · b8 preto cavalo · c8 preto bispo · d8 preto rainha · e8 preto torre · g8 preto rei · a7 preto peão · b7 preto peão · f7 preto peão · g7 preto peão · h7 preto peão · c6 preto peão · d6 preto bispo · f6 preto cavalo · d5 preto peão · d4 branco peão · a3 branco peão · c3 branco cavalo · d3 branco bispo · e3 branco peão · b2 branco peão · c2 branco rainha · e2 branco cavalo · f2 branco peão · g2 branco peão · h2 branco peão · a1 branco torre · c1 branco bispo · f1 branco torre · g1 branco rei | a8 preto torre · b8 preto cavalo · c8 preto bispo · d8 preto rainha · e8 preto torre · g8 preto rei · a7 preto peão · b7 preto peão · f7 preto peão · g7 preto peão · h7 preto peão · c6 preto peão · d6 preto bispo · f6 preto cavalo · d5 preto peão · d4 branco peão · a3 branco peão · c3 branco cavalo · d3 branco bispo · e3 branco peão · b2 branco peão · c2 branco rainha · e2 branco cavalo · f2 branco peão · g2 branco peão · h2 branco peão · a1 branco torre · c1 branco bispo · f1 branco torre · g1 branco rei | a8 preto torre · b8 preto cavalo · c8 preto bispo · d8 preto rainha · e8 preto torre · g8 preto rei · a7 preto peão · b7 preto peão · f7 preto peão · g7 preto peão · h7 preto peão · c6 preto peão · d6 preto bispo · f6 preto cavalo · d5 preto peão · d4 branco peão · a3 branco peão · c3 branco cavalo · d3 branco bispo · e3 branco peão · b2 branco peão · c2 branco rainha · e2 branco cavalo · f2 branco peão · g2 branco peão · h2 branco peão · a1 branco torre · c1 branco bispo · f1 branco torre · g1 branco rei | 4 |
| 3 | a8 preto torre · b8 preto cavalo · c8 preto bispo · d8 preto rainha · e8 preto torre · g8 preto rei · a7 preto peão · b7 preto peão · f7 preto peão · g7 preto peão · h7 preto peão · c6 preto peão · d6 preto bispo · f6 preto cavalo · d5 preto peão · d4 branco peão · a3 branco peão · c3 branco cavalo · d3 branco bispo · e3 branco peão · b2 branco peão · c2 branco rainha · e2 branco cavalo · f2 branco peão · g2 branco peão · h2 branco peão · a1 branco torre · c1 branco bispo · f1 branco torre · g1 branco rei | a8 preto torre · b8 preto cavalo · c8 preto bispo · d8 preto rainha · e8 preto torre · g8 preto rei · a7 preto peão · b7 preto peão · f7 preto peão · g7 preto peão · h7 preto peão · c6 preto peão · d6 preto bispo · f6 preto cavalo · d5 preto peão · d4 branco peão · a3 branco peão · c3 branco cavalo · d3 branco bispo · e3 branco peão · b2 branco peão · c2 branco rainha · e2 branco cavalo · f2 branco peão · g2 branco peão · h2 branco peão · a1 branco torre · c1 branco bispo · f1 branco torre · g1 branco rei | a8 preto torre · b8 preto cavalo · c8 preto bispo · d8 preto rainha · e8 preto torre · g8 preto rei · a7 preto peão · b7 preto peão · f7 preto peão · g7 preto peão · h7 preto peão · c6 preto peão · d6 preto bispo · f6 preto cavalo · d5 preto peão · d4 branco peão · a3 branco peão · c3 branco cavalo · d3 branco bispo · e3 branco peão · b2 branco peão · c2 branco rainha · e2 branco cavalo · f2 branco peão · g2 branco peão · h2 branco peão · a1 branco torre · c1 branco bispo · f1 branco torre · g1 branco rei | a8 preto torre · b8 preto cavalo · c8 preto bispo · d8 preto rainha · e8 preto torre · g8 preto rei · a7 preto peão · b7 preto peão · f7 preto peão · g7 preto peão · h7 preto peão · c6 preto peão · d6 preto bispo · f6 preto cavalo · d5 preto peão · d4 branco peão · a3 branco peão · c3 branco cavalo · d3 branco bispo · e3 branco peão · b2 branco peão · c2 branco rainha · e2 branco cavalo · f2 branco peão · g2 branco peão · h2 branco peão · a1 branco torre · c1 branco bispo · f1 branco torre · g1 branco rei | a8 preto torre · b8 preto cavalo · c8 preto bispo · d8 preto rainha · e8 preto torre · g8 preto rei · a7 preto peão · b7 preto peão · f7 preto peão · g7 preto peão · h7 preto peão · c6 preto peão · d6 preto bispo · f6 preto cavalo · d5 preto peão · d4 branco peão · a3 branco peão · c3 branco cavalo · d3 branco bispo · e3 branco peão · b2 branco peão · c2 branco rainha · e2 branco cavalo · f2 branco peão · g2 branco peão · h2 branco peão · a1 branco torre · c1 branco bispo · f1 branco torre · g1 branco rei | a8 preto torre · b8 preto cavalo · c8 preto bispo · d8 preto rainha · e8 preto torre · g8 preto rei · a7 preto peão · b7 preto peão · f7 preto peão · g7 preto peão · h7 preto peão · c6 preto peão · d6 preto bispo · f6 preto cavalo · d5 preto peão · d4 branco peão · a3 branco peão · c3 branco cavalo · d3 branco bispo · e3 branco peão · b2 branco peão · c2 branco rainha · e2 branco cavalo · f2 branco peão · g2 branco peão · h2 branco peão · a1 branco torre · c1 branco bispo · f1 branco torre · g1 branco rei | a8 preto torre · b8 preto cavalo · c8 preto bispo · d8 preto rainha · e8 preto torre · g8 preto rei · a7 preto peão · b7 preto peão · f7 preto peão · g7 preto peão · h7 preto peão · c6 preto peão · d6 preto bispo · f6 preto cavalo · d5 preto peão · d4 branco peão · a3 branco peão · c3 branco cavalo · d3 branco bispo · e3 branco peão · b2 branco peão · c2 branco rainha · e2 branco cavalo · f2 branco peão · g2 branco peão · h2 branco peão · a1 branco torre · c1 branco bispo · f1 branco torre · g1 branco rei | a8 preto torre · b8 preto cavalo · c8 preto bispo · d8 preto rainha · e8 preto torre · g8 preto rei · a7 preto peão · b7 preto peão · f7 preto peão · g7 preto peão · h7 preto peão · c6 preto peão · d6 preto bispo · f6 preto cavalo · d5 preto peão · d4 branco peão · a3 branco peão · c3 branco cavalo · d3 branco bispo · e3 branco peão · b2 branco peão · c2 branco rainha · e2 branco cavalo · f2 branco peão · g2 branco peão · h2 branco peão · a1 branco torre · c1 branco bispo · f1 branco torre · g1 branco rei | 3 |
| 2 | a8 preto torre · b8 preto cavalo · c8 preto bispo · d8 preto rainha · e8 preto torre · g8 preto rei · a7 preto peão · b7 preto peão · f7 preto peão · g7 preto peão · h7 preto peão · c6 preto peão · d6 preto bispo · f6 preto cavalo · d5 preto peão · d4 branco peão · a3 branco peão · c3 branco cavalo · d3 branco bispo · e3 branco peão · b2 branco peão · c2 branco rainha · e2 branco cavalo · f2 branco peão · g2 branco peão · h2 branco peão · a1 branco torre · c1 branco bispo · f1 branco torre · g1 branco rei | a8 preto torre · b8 preto cavalo · c8 preto bispo · d8 preto rainha · e8 preto torre · g8 preto rei · a7 preto peão · b7 preto peão · f7 preto peão · g7 preto peão · h7 preto peão · c6 preto peão · d6 preto bispo · f6 preto cavalo · d5 preto peão · d4 branco peão · a3 branco peão · c3 branco cavalo · d3 branco bispo · e3 branco peão · b2 branco peão · c2 branco rainha · e2 branco cavalo · f2 branco peão · g2 branco peão · h2 branco peão · a1 branco torre · c1 branco bispo · f1 branco torre · g1 branco rei | a8 preto torre · b8 preto cavalo · c8 preto bispo · d8 preto rainha · e8 preto torre · g8 preto rei · a7 preto peão · b7 preto peão · f7 preto peão · g7 preto peão · h7 preto peão · c6 preto peão · d6 preto bispo · f6 preto cavalo · d5 preto peão · d4 branco peão · a3 branco peão · c3 branco cavalo · d3 branco bispo · e3 branco peão · b2 branco peão · c2 branco rainha · e2 branco cavalo · f2 branco peão · g2 branco peão · h2 branco peão · a1 branco torre · c1 branco bispo · f1 branco torre · g1 branco rei | a8 preto torre · b8 preto cavalo · c8 preto bispo · d8 preto rainha · e8 preto torre · g8 preto rei · a7 preto peão · b7 preto peão · f7 preto peão · g7 preto peão · h7 preto peão · c6 preto peão · d6 preto bispo · f6 preto cavalo · d5 preto peão · d4 branco peão · a3 branco peão · c3 branco cavalo · d3 branco bispo · e3 branco peão · b2 branco peão · c2 branco rainha · e2 branco cavalo · f2 branco peão · g2 branco peão · h2 branco peão · a1 branco torre · c1 branco bispo · f1 branco torre · g1 branco rei | a8 preto torre · b8 preto cavalo · c8 preto bispo · d8 preto rainha · e8 preto torre · g8 preto rei · a7 preto peão · b7 preto peão · f7 preto peão · g7 preto peão · h7 preto peão · c6 preto peão · d6 preto bispo · f6 preto cavalo · d5 preto peão · d4 branco peão · a3 branco peão · c3 branco cavalo · d3 branco bispo · e3 branco peão · b2 branco peão · c2 branco rainha · e2 branco cavalo · f2 branco peão · g2 branco peão · h2 branco peão · a1 branco torre · c1 branco bispo · f1 branco torre · g1 branco rei | a8 preto torre · b8 preto cavalo · c8 preto bispo · d8 preto rainha · e8 preto torre · g8 preto rei · a7 preto peão · b7 preto peão · f7 preto peão · g7 preto peão · h7 preto peão · c6 preto peão · d6 preto bispo · f6 preto cavalo · d5 preto peão · d4 branco peão · a3 branco peão · c3 branco cavalo · d3 branco bispo · e3 branco peão · b2 branco peão · c2 branco rainha · e2 branco cavalo · f2 branco peão · g2 branco peão · h2 branco peão · a1 branco torre · c1 branco bispo · f1 branco torre · g1 branco rei | a8 preto torre · b8 preto cavalo · c8 preto bispo · d8 preto rainha · e8 preto torre · g8 preto rei · a7 preto peão · b7 preto peão · f7 preto peão · g7 preto peão · h7 preto peão · c6 preto peão · d6 preto bispo · f6 preto cavalo · d5 preto peão · d4 branco peão · a3 branco peão · c3 branco cavalo · d3 branco bispo · e3 branco peão · b2 branco peão · c2 branco rainha · e2 branco cavalo · f2 branco peão · g2 branco peão · h2 branco peão · a1 branco torre · c1 branco bispo · f1 branco torre · g1 branco rei | a8 preto torre · b8 preto cavalo · c8 preto bispo · d8 preto rainha · e8 preto torre · g8 preto rei · a7 preto peão · b7 preto peão · f7 preto peão · g7 preto peão · h7 preto peão · c6 preto peão · d6 preto bispo · f6 preto cavalo · d5 preto peão · d4 branco peão · a3 branco peão · c3 branco cavalo · d3 branco bispo · e3 branco peão · b2 branco peão · c2 branco rainha · e2 branco cavalo · f2 branco peão · g2 branco peão · h2 branco peão · a1 branco torre · c1 branco bispo · f1 branco torre · g1 branco rei | 2 |
| 1 | a8 preto torre · b8 preto cavalo · c8 preto bispo · d8 preto rainha · e8 preto torre · g8 preto rei · a7 preto peão · b7 preto peão · f7 preto peão · g7 preto peão · h7 preto peão · c6 preto peão · d6 preto bispo · f6 preto cavalo · d5 preto peão · d4 branco peão · a3 branco peão · c3 branco cavalo · d3 branco bispo · e3 branco peão · b2 branco peão · c2 branco rainha · e2 branco cavalo · f2 branco peão · g2 branco peão · h2 branco peão · a1 branco torre · c1 branco bispo · f1 branco torre · g1 branco rei | a8 preto torre · b8 preto cavalo · c8 preto bispo · d8 preto rainha · e8 preto torre · g8 preto rei · a7 preto peão · b7 preto peão · f7 preto peão · g7 preto peão · h7 preto peão · c6 preto peão · d6 preto bispo · f6 preto cavalo · d5 preto peão · d4 branco peão · a3 branco peão · c3 branco cavalo · d3 branco bispo · e3 branco peão · b2 branco peão · c2 branco rainha · e2 branco cavalo · f2 branco peão · g2 branco peão · h2 branco peão · a1 branco torre · c1 branco bispo · f1 branco torre · g1 branco rei | a8 preto torre · b8 preto cavalo · c8 preto bispo · d8 preto rainha · e8 preto torre · g8 preto rei · a7 preto peão · b7 preto peão · f7 preto peão · g7 preto peão · h7 preto peão · c6 preto peão · d6 preto bispo · f6 preto cavalo · d5 preto peão · d4 branco peão · a3 branco peão · c3 branco cavalo · d3 branco bispo · e3 branco peão · b2 branco peão · c2 branco rainha · e2 branco cavalo · f2 branco peão · g2 branco peão · h2 branco peão · a1 branco torre · c1 branco bispo · f1 branco torre · g1 branco rei | a8 preto torre · b8 preto cavalo · c8 preto bispo · d8 preto rainha · e8 preto torre · g8 preto rei · a7 preto peão · b7 preto peão · f7 preto peão · g7 preto peão · h7 preto peão · c6 preto peão · d6 preto bispo · f6 preto cavalo · d5 preto peão · d4 branco peão · a3 branco peão · c3 branco cavalo · d3 branco bispo · e3 branco peão · b2 branco peão · c2 branco rainha · e2 branco cavalo · f2 branco peão · g2 branco peão · h2 branco peão · a1 branco torre · c1 branco bispo · f1 branco torre · g1 branco rei | a8 preto torre · b8 preto cavalo · c8 preto bispo · d8 preto rainha · e8 preto torre · g8 preto rei · a7 preto peão · b7 preto peão · f7 preto peão · g7 preto peão · h7 preto peão · c6 preto peão · d6 preto bispo · f6 preto cavalo · d5 preto peão · d4 branco peão · a3 branco peão · c3 branco cavalo · d3 branco bispo · e3 branco peão · b2 branco peão · c2 branco rainha · e2 branco cavalo · f2 branco peão · g2 branco peão · h2 branco peão · a1 branco torre · c1 branco bispo · f1 branco torre · g1 branco rei | a8 preto torre · b8 preto cavalo · c8 preto bispo · d8 preto rainha · e8 preto torre · g8 preto rei · a7 preto peão · b7 preto peão · f7 preto peão · g7 preto peão · h7 preto peão · c6 preto peão · d6 preto bispo · f6 preto cavalo · d5 preto peão · d4 branco peão · a3 branco peão · c3 branco cavalo · d3 branco bispo · e3 branco peão · b2 branco peão · c2 branco rainha · e2 branco cavalo · f2 branco peão · g2 branco peão · h2 branco peão · a1 branco torre · c1 branco bispo · f1 branco torre · g1 branco rei | a8 preto torre · b8 preto cavalo · c8 preto bispo · d8 preto rainha · e8 preto torre · g8 preto rei · a7 preto peão · b7 preto peão · f7 preto peão · g7 preto peão · h7 preto peão · c6 preto peão · d6 preto bispo · f6 preto cavalo · d5 preto peão · d4 branco peão · a3 branco peão · c3 branco cavalo · d3 branco bispo · e3 branco peão · b2 branco peão · c2 branco rainha · e2 branco cavalo · f2 branco peão · g2 branco peão · h2 branco peão · a1 branco torre · c1 branco bispo · f1 branco torre · g1 branco rei | a8 preto torre · b8 preto cavalo · c8 preto bispo · d8 preto rainha · e8 preto torre · g8 preto rei · a7 preto peão · b7 preto peão · f7 preto peão · g7 preto peão · h7 preto peão · c6 preto peão · d6 preto bispo · f6 preto cavalo · d5 preto peão · d4 branco peão · a3 branco peão · c3 branco cavalo · d3 branco bispo · e3 branco peão · b2 branco peão · c2 branco rainha · e2 branco cavalo · f2 branco peão · g2 branco peão · h2 branco peão · a1 branco torre · c1 branco bispo · f1 branco torre · g1 branco rei | 1 |
|   | a | b | c | d | e | f | g | h |   |

Data - 5 de Fevereiro de 2003

Brancas - Garry Kasparov

Pretas - Deep Junior
Notação do jogo
1.d4  Cf6  2.c4  e6  3.Cc3  Bb4  4.e3  0-0  5.Bd3  d5  6.cxd5  exd5  7.Cge2  Te8  8.0-0  Bd6  9.a3  c6  10.Dc2  Bxh2+  11.Rxh2  Cg4+  12.Rg3  Dg5  13.f4  Dh5  14.Bd2  Dh2+  15.Rf3  Dh4  16.Bxh7+  Rh8  17.Cg3  Ch2+  18.Rf2  Cg4+  19.Rf3  Ch2+

½-½
Obs - Esse jogo foi marcado por um sacrifício especulativo do Deep Junior no seu décimo movimento, algo inimaginável para um computador
|   | a | b | c | d | e | f | g | h |   |
| 8 | a8 preto torre · b8 preto cavalo · c8 preto bispo · e8 preto torre · h8 preto rei · a7 preto peão · b7 preto peão · f7 preto peão · g7 preto peão · h7 branco bispo · c6 preto peão · d5 preto peão · d4 branco peão · f4 branco peão · h4 preto rainha · a3 branco peão · c3 branco cavalo · e3 branco peão · f3 branco rei · g3 branco cavalo · b2 branco peão · c2 branco rainha · d2 branco bispo · g2 branco peão · h2 preto cavalo · a1 branco torre · f1 branco torre | a8 preto torre · b8 preto cavalo · c8 preto bispo · e8 preto torre · h8 preto rei · a7 preto peão · b7 preto peão · f7 preto peão · g7 preto peão · h7 branco bispo · c6 preto peão · d5 preto peão · d4 branco peão · f4 branco peão · h4 preto rainha · a3 branco peão · c3 branco cavalo · e3 branco peão · f3 branco rei · g3 branco cavalo · b2 branco peão · c2 branco rainha · d2 branco bispo · g2 branco peão · h2 preto cavalo · a1 branco torre · f1 branco torre | a8 preto torre · b8 preto cavalo · c8 preto bispo · e8 preto torre · h8 preto rei · a7 preto peão · b7 preto peão · f7 preto peão · g7 preto peão · h7 branco bispo · c6 preto peão · d5 preto peão · d4 branco peão · f4 branco peão · h4 preto rainha · a3 branco peão · c3 branco cavalo · e3 branco peão · f3 branco rei · g3 branco cavalo · b2 branco peão · c2 branco rainha · d2 branco bispo · g2 branco peão · h2 preto cavalo · a1 branco torre · f1 branco torre | a8 preto torre · b8 preto cavalo · c8 preto bispo · e8 preto torre · h8 preto rei · a7 preto peão · b7 preto peão · f7 preto peão · g7 preto peão · h7 branco bispo · c6 preto peão · d5 preto peão · d4 branco peão · f4 branco peão · h4 preto rainha · a3 branco peão · c3 branco cavalo · e3 branco peão · f3 branco rei · g3 branco cavalo · b2 branco peão · c2 branco rainha · d2 branco bispo · g2 branco peão · h2 preto cavalo · a1 branco torre · f1 branco torre | a8 preto torre · b8 preto cavalo · c8 preto bispo · e8 preto torre · h8 preto rei · a7 preto peão · b7 preto peão · f7 preto peão · g7 preto peão · h7 branco bispo · c6 preto peão · d5 preto peão · d4 branco peão · f4 branco peão · h4 preto rainha · a3 branco peão · c3 branco cavalo · e3 branco peão · f3 branco rei · g3 branco cavalo · b2 branco peão · c2 branco rainha · d2 branco bispo · g2 branco peão · h2 preto cavalo · a1 branco torre · f1 branco torre | a8 preto torre · b8 preto cavalo · c8 preto bispo · e8 preto torre · h8 preto rei · a7 preto peão · b7 preto peão · f7 preto peão · g7 preto peão · h7 branco bispo · c6 preto peão · d5 preto peão · d4 branco peão · f4 branco peão · h4 preto rainha · a3 branco peão · c3 branco cavalo · e3 branco peão · f3 branco rei · g3 branco cavalo · b2 branco peão · c2 branco rainha · d2 branco bispo · g2 branco peão · h2 preto cavalo · a1 branco torre · f1 branco torre | a8 preto torre · b8 preto cavalo · c8 preto bispo · e8 preto torre · h8 preto rei · a7 preto peão · b7 preto peão · f7 preto peão · g7 preto peão · h7 branco bispo · c6 preto peão · d5 preto peão · d4 branco peão · f4 branco peão · h4 preto rainha · a3 branco peão · c3 branco cavalo · e3 branco peão · f3 branco rei · g3 branco cavalo · b2 branco peão · c2 branco rainha · d2 branco bispo · g2 branco peão · h2 preto cavalo · a1 branco torre · f1 branco torre | a8 preto torre · b8 preto cavalo · c8 preto bispo · e8 preto torre · h8 preto rei · a7 preto peão · b7 preto peão · f7 preto peão · g7 preto peão · h7 branco bispo · c6 preto peão · d5 preto peão · d4 branco peão · f4 branco peão · h4 preto rainha · a3 branco peão · c3 branco cavalo · e3 branco peão · f3 branco rei · g3 branco cavalo · b2 branco peão · c2 branco rainha · d2 branco bispo · g2 branco peão · h2 preto cavalo · a1 branco torre · f1 branco torre | 8 |
| 7 | a8 preto torre · b8 preto cavalo · c8 preto bispo · e8 preto torre · h8 preto rei · a7 preto peão · b7 preto peão · f7 preto peão · g7 preto peão · h7 branco bispo · c6 preto peão · d5 preto peão · d4 branco peão · f4 branco peão · h4 preto rainha · a3 branco peão · c3 branco cavalo · e3 branco peão · f3 branco rei · g3 branco cavalo · b2 branco peão · c2 branco rainha · d2 branco bispo · g2 branco peão · h2 preto cavalo · a1 branco torre · f1 branco torre | a8 preto torre · b8 preto cavalo · c8 preto bispo · e8 preto torre · h8 preto rei · a7 preto peão · b7 preto peão · f7 preto peão · g7 preto peão · h7 branco bispo · c6 preto peão · d5 preto peão · d4 branco peão · f4 branco peão · h4 preto rainha · a3 branco peão · c3 branco cavalo · e3 branco peão · f3 branco rei · g3 branco cavalo · b2 branco peão · c2 branco rainha · d2 branco bispo · g2 branco peão · h2 preto cavalo · a1 branco torre · f1 branco torre | a8 preto torre · b8 preto cavalo · c8 preto bispo · e8 preto torre · h8 preto rei · a7 preto peão · b7 preto peão · f7 preto peão · g7 preto peão · h7 branco bispo · c6 preto peão · d5 preto peão · d4 branco peão · f4 branco peão · h4 preto rainha · a3 branco peão · c3 branco cavalo · e3 branco peão · f3 branco rei · g3 branco cavalo · b2 branco peão · c2 branco rainha · d2 branco bispo · g2 branco peão · h2 preto cavalo · a1 branco torre · f1 branco torre | a8 preto torre · b8 preto cavalo · c8 preto bispo · e8 preto torre · h8 preto rei · a7 preto peão · b7 preto peão · f7 preto peão · g7 preto peão · h7 branco bispo · c6 preto peão · d5 preto peão · d4 branco peão · f4 branco peão · h4 preto rainha · a3 branco peão · c3 branco cavalo · e3 branco peão · f3 branco rei · g3 branco cavalo · b2 branco peão · c2 branco rainha · d2 branco bispo · g2 branco peão · h2 preto cavalo · a1 branco torre · f1 branco torre | a8 preto torre · b8 preto cavalo · c8 preto bispo · e8 preto torre · h8 preto rei · a7 preto peão · b7 preto peão · f7 preto peão · g7 preto peão · h7 branco bispo · c6 preto peão · d5 preto peão · d4 branco peão · f4 branco peão · h4 preto rainha · a3 branco peão · c3 branco cavalo · e3 branco peão · f3 branco rei · g3 branco cavalo · b2 branco peão · c2 branco rainha · d2 branco bispo · g2 branco peão · h2 preto cavalo · a1 branco torre · f1 branco torre | a8 preto torre · b8 preto cavalo · c8 preto bispo · e8 preto torre · h8 preto rei · a7 preto peão · b7 preto peão · f7 preto peão · g7 preto peão · h7 branco bispo · c6 preto peão · d5 preto peão · d4 branco peão · f4 branco peão · h4 preto rainha · a3 branco peão · c3 branco cavalo · e3 branco peão · f3 branco rei · g3 branco cavalo · b2 branco peão · c2 branco rainha · d2 branco bispo · g2 branco peão · h2 preto cavalo · a1 branco torre · f1 branco torre | a8 preto torre · b8 preto cavalo · c8 preto bispo · e8 preto torre · h8 preto rei · a7 preto peão · b7 preto peão · f7 preto peão · g7 preto peão · h7 branco bispo · c6 preto peão · d5 preto peão · d4 branco peão · f4 branco peão · h4 preto rainha · a3 branco peão · c3 branco cavalo · e3 branco peão · f3 branco rei · g3 branco cavalo · b2 branco peão · c2 branco rainha · d2 branco bispo · g2 branco peão · h2 preto cavalo · a1 branco torre · f1 branco torre | a8 preto torre · b8 preto cavalo · c8 preto bispo · e8 preto torre · h8 preto rei · a7 preto peão · b7 preto peão · f7 preto peão · g7 preto peão · h7 branco bispo · c6 preto peão · d5 preto peão · d4 branco peão · f4 branco peão · h4 preto rainha · a3 branco peão · c3 branco cavalo · e3 branco peão · f3 branco rei · g3 branco cavalo · b2 branco peão · c2 branco rainha · d2 branco bispo · g2 branco peão · h2 preto cavalo · a1 branco torre · f1 branco torre | 7 |
| 6 | a8 preto torre · b8 preto cavalo · c8 preto bispo · e8 preto torre · h8 preto rei · a7 preto peão · b7 preto peão · f7 preto peão · g7 preto peão · h7 branco bispo · c6 preto peão · d5 preto peão · d4 branco peão · f4 branco peão · h4 preto rainha · a3 branco peão · c3 branco cavalo · e3 branco peão · f3 branco rei · g3 branco cavalo · b2 branco peão · c2 branco rainha · d2 branco bispo · g2 branco peão · h2 preto cavalo · a1 branco torre · f1 branco torre | a8 preto torre · b8 preto cavalo · c8 preto bispo · e8 preto torre · h8 preto rei · a7 preto peão · b7 preto peão · f7 preto peão · g7 preto peão · h7 branco bispo · c6 preto peão · d5 preto peão · d4 branco peão · f4 branco peão · h4 preto rainha · a3 branco peão · c3 branco cavalo · e3 branco peão · f3 branco rei · g3 branco cavalo · b2 branco peão · c2 branco rainha · d2 branco bispo · g2 branco peão · h2 preto cavalo · a1 branco torre · f1 branco torre | a8 preto torre · b8 preto cavalo · c8 preto bispo · e8 preto torre · h8 preto rei · a7 preto peão · b7 preto peão · f7 preto peão · g7 preto peão · h7 branco bispo · c6 preto peão · d5 preto peão · d4 branco peão · f4 branco peão · h4 preto rainha · a3 branco peão · c3 branco cavalo · e3 branco peão · f3 branco rei · g3 branco cavalo · b2 branco peão · c2 branco rainha · d2 branco bispo · g2 branco peão · h2 preto cavalo · a1 branco torre · f1 branco torre | a8 preto torre · b8 preto cavalo · c8 preto bispo · e8 preto torre · h8 preto rei · a7 preto peão · b7 preto peão · f7 preto peão · g7 preto peão · h7 branco bispo · c6 preto peão · d5 preto peão · d4 branco peão · f4 branco peão · h4 preto rainha · a3 branco peão · c3 branco cavalo · e3 branco peão · f3 branco rei · g3 branco cavalo · b2 branco peão · c2 branco rainha · d2 branco bispo · g2 branco peão · h2 preto cavalo · a1 branco torre · f1 branco torre | a8 preto torre · b8 preto cavalo · c8 preto bispo · e8 preto torre · h8 preto rei · a7 preto peão · b7 preto peão · f7 preto peão · g7 preto peão · h7 branco bispo · c6 preto peão · d5 preto peão · d4 branco peão · f4 branco peão · h4 preto rainha · a3 branco peão · c3 branco cavalo · e3 branco peão · f3 branco rei · g3 branco cavalo · b2 branco peão · c2 branco rainha · d2 branco bispo · g2 branco peão · h2 preto cavalo · a1 branco torre · f1 branco torre | a8 preto torre · b8 preto cavalo · c8 preto bispo · e8 preto torre · h8 preto rei · a7 preto peão · b7 preto peão · f7 preto peão · g7 preto peão · h7 branco bispo · c6 preto peão · d5 preto peão · d4 branco peão · f4 branco peão · h4 preto rainha · a3 branco peão · c3 branco cavalo · e3 branco peão · f3 branco rei · g3 branco cavalo · b2 branco peão · c2 branco rainha · d2 branco bispo · g2 branco peão · h2 preto cavalo · a1 branco torre · f1 branco torre | a8 preto torre · b8 preto cavalo · c8 preto bispo · e8 preto torre · h8 preto rei · a7 preto peão · b7 preto peão · f7 preto peão · g7 preto peão · h7 branco bispo · c6 preto peão · d5 preto peão · d4 branco peão · f4 branco peão · h4 preto rainha · a3 branco peão · c3 branco cavalo · e3 branco peão · f3 branco rei · g3 branco cavalo · b2 branco peão · c2 branco rainha · d2 branco bispo · g2 branco peão · h2 preto cavalo · a1 branco torre · f1 branco torre | a8 preto torre · b8 preto cavalo · c8 preto bispo · e8 preto torre · h8 preto rei · a7 preto peão · b7 preto peão · f7 preto peão · g7 preto peão · h7 branco bispo · c6 preto peão · d5 preto peão · d4 branco peão · f4 branco peão · h4 preto rainha · a3 branco peão · c3 branco cavalo · e3 branco peão · f3 branco rei · g3 branco cavalo · b2 branco peão · c2 branco rainha · d2 branco bispo · g2 branco peão · h2 preto cavalo · a1 branco torre · f1 branco torre | 6 |
| 5 | a8 preto torre · b8 preto cavalo · c8 preto bispo · e8 preto torre · h8 preto rei · a7 preto peão · b7 preto peão · f7 preto peão · g7 preto peão · h7 branco bispo · c6 preto peão · d5 preto peão · d4 branco peão · f4 branco peão · h4 preto rainha · a3 branco peão · c3 branco cavalo · e3 branco peão · f3 branco rei · g3 branco cavalo · b2 branco peão · c2 branco rainha · d2 branco bispo · g2 branco peão · h2 preto cavalo · a1 branco torre · f1 branco torre | a8 preto torre · b8 preto cavalo · c8 preto bispo · e8 preto torre · h8 preto rei · a7 preto peão · b7 preto peão · f7 preto peão · g7 preto peão · h7 branco bispo · c6 preto peão · d5 preto peão · d4 branco peão · f4 branco peão · h4 preto rainha · a3 branco peão · c3 branco cavalo · e3 branco peão · f3 branco rei · g3 branco cavalo · b2 branco peão · c2 branco rainha · d2 branco bispo · g2 branco peão · h2 preto cavalo · a1 branco torre · f1 branco torre | a8 preto torre · b8 preto cavalo · c8 preto bispo · e8 preto torre · h8 preto rei · a7 preto peão · b7 preto peão · f7 preto peão · g7 preto peão · h7 branco bispo · c6 preto peão · d5 preto peão · d4 branco peão · f4 branco peão · h4 preto rainha · a3 branco peão · c3 branco cavalo · e3 branco peão · f3 branco rei · g3 branco cavalo · b2 branco peão · c2 branco rainha · d2 branco bispo · g2 branco peão · h2 preto cavalo · a1 branco torre · f1 branco torre | a8 preto torre · b8 preto cavalo · c8 preto bispo · e8 preto torre · h8 preto rei · a7 preto peão · b7 preto peão · f7 preto peão · g7 preto peão · h7 branco bispo · c6 preto peão · d5 preto peão · d4 branco peão · f4 branco peão · h4 preto rainha · a3 branco peão · c3 branco cavalo · e3 branco peão · f3 branco rei · g3 branco cavalo · b2 branco peão · c2 branco rainha · d2 branco bispo · g2 branco peão · h2 preto cavalo · a1 branco torre · f1 branco torre | a8 preto torre · b8 preto cavalo · c8 preto bispo · e8 preto torre · h8 preto rei · a7 preto peão · b7 preto peão · f7 preto peão · g7 preto peão · h7 branco bispo · c6 preto peão · d5 preto peão · d4 branco peão · f4 branco peão · h4 preto rainha · a3 branco peão · c3 branco cavalo · e3 branco peão · f3 branco rei · g3 branco cavalo · b2 branco peão · c2 branco rainha · d2 branco bispo · g2 branco peão · h2 preto cavalo · a1 branco torre · f1 branco torre | a8 preto torre · b8 preto cavalo · c8 preto bispo · e8 preto torre · h8 preto rei · a7 preto peão · b7 preto peão · f7 preto peão · g7 preto peão · h7 branco bispo · c6 preto peão · d5 preto peão · d4 branco peão · f4 branco peão · h4 preto rainha · a3 branco peão · c3 branco cavalo · e3 branco peão · f3 branco rei · g3 branco cavalo · b2 branco peão · c2 branco rainha · d2 branco bispo · g2 branco peão · h2 preto cavalo · a1 branco torre · f1 branco torre | a8 preto torre · b8 preto cavalo · c8 preto bispo · e8 preto torre · h8 preto rei · a7 preto peão · b7 preto peão · f7 preto peão · g7 preto peão · h7 branco bispo · c6 preto peão · d5 preto peão · d4 branco peão · f4 branco peão · h4 preto rainha · a3 branco peão · c3 branco cavalo · e3 branco peão · f3 branco rei · g3 branco cavalo · b2 branco peão · c2 branco rainha · d2 branco bispo · g2 branco peão · h2 preto cavalo · a1 branco torre · f1 branco torre | a8 preto torre · b8 preto cavalo · c8 preto bispo · e8 preto torre · h8 preto rei · a7 preto peão · b7 preto peão · f7 preto peão · g7 preto peão · h7 branco bispo · c6 preto peão · d5 preto peão · d4 branco peão · f4 branco peão · h4 preto rainha · a3 branco peão · c3 branco cavalo · e3 branco peão · f3 branco rei · g3 branco cavalo · b2 branco peão · c2 branco rainha · d2 branco bispo · g2 branco peão · h2 preto cavalo · a1 branco torre · f1 branco torre | 5 |
| 4 | a8 preto torre · b8 preto cavalo · c8 preto bispo · e8 preto torre · h8 preto rei · a7 preto peão · b7 preto peão · f7 preto peão · g7 preto peão · h7 branco bispo · c6 preto peão · d5 preto peão · d4 branco peão · f4 branco peão · h4 preto rainha · a3 branco peão · c3 branco cavalo · e3 branco peão · f3 branco rei · g3 branco cavalo · b2 branco peão · c2 branco rainha · d2 branco bispo · g2 branco peão · h2 preto cavalo · a1 branco torre · f1 branco torre | a8 preto torre · b8 preto cavalo · c8 preto bispo · e8 preto torre · h8 preto rei · a7 preto peão · b7 preto peão · f7 preto peão · g7 preto peão · h7 branco bispo · c6 preto peão · d5 preto peão · d4 branco peão · f4 branco peão · h4 preto rainha · a3 branco peão · c3 branco cavalo · e3 branco peão · f3 branco rei · g3 branco cavalo · b2 branco peão · c2 branco rainha · d2 branco bispo · g2 branco peão · h2 preto cavalo · a1 branco torre · f1 branco torre | a8 preto torre · b8 preto cavalo · c8 preto bispo · e8 preto torre · h8 preto rei · a7 preto peão · b7 preto peão · f7 preto peão · g7 preto peão · h7 branco bispo · c6 preto peão · d5 preto peão · d4 branco peão · f4 branco peão · h4 preto rainha · a3 branco peão · c3 branco cavalo · e3 branco peão · f3 branco rei · g3 branco cavalo · b2 branco peão · c2 branco rainha · d2 branco bispo · g2 branco peão · h2 preto cavalo · a1 branco torre · f1 branco torre | a8 preto torre · b8 preto cavalo · c8 preto bispo · e8 preto torre · h8 preto rei · a7 preto peão · b7 preto peão · f7 preto peão · g7 preto peão · h7 branco bispo · c6 preto peão · d5 preto peão · d4 branco peão · f4 branco peão · h4 preto rainha · a3 branco peão · c3 branco cavalo · e3 branco peão · f3 branco rei · g3 branco cavalo · b2 branco peão · c2 branco rainha · d2 branco bispo · g2 branco peão · h2 preto cavalo · a1 branco torre · f1 branco torre | a8 preto torre · b8 preto cavalo · c8 preto bispo · e8 preto torre · h8 preto rei · a7 preto peão · b7 preto peão · f7 preto peão · g7 preto peão · h7 branco bispo · c6 preto peão · d5 preto peão · d4 branco peão · f4 branco peão · h4 preto rainha · a3 branco peão · c3 branco cavalo · e3 branco peão · f3 branco rei · g3 branco cavalo · b2 branco peão · c2 branco rainha · d2 branco bispo · g2 branco peão · h2 preto cavalo · a1 branco torre · f1 branco torre | a8 preto torre · b8 preto cavalo · c8 preto bispo · e8 preto torre · h8 preto rei · a7 preto peão · b7 preto peão · f7 preto peão · g7 preto peão · h7 branco bispo · c6 preto peão · d5 preto peão · d4 branco peão · f4 branco peão · h4 preto rainha · a3 branco peão · c3 branco cavalo · e3 branco peão · f3 branco rei · g3 branco cavalo · b2 branco peão · c2 branco rainha · d2 branco bispo · g2 branco peão · h2 preto cavalo · a1 branco torre · f1 branco torre | a8 preto torre · b8 preto cavalo · c8 preto bispo · e8 preto torre · h8 preto rei · a7 preto peão · b7 preto peão · f7 preto peão · g7 preto peão · h7 branco bispo · c6 preto peão · d5 preto peão · d4 branco peão · f4 branco peão · h4 preto rainha · a3 branco peão · c3 branco cavalo · e3 branco peão · f3 branco rei · g3 branco cavalo · b2 branco peão · c2 branco rainha · d2 branco bispo · g2 branco peão · h2 preto cavalo · a1 branco torre · f1 branco torre | a8 preto torre · b8 preto cavalo · c8 preto bispo · e8 preto torre · h8 preto rei · a7 preto peão · b7 preto peão · f7 preto peão · g7 preto peão · h7 branco bispo · c6 preto peão · d5 preto peão · d4 branco peão · f4 branco peão · h4 preto rainha · a3 branco peão · c3 branco cavalo · e3 branco peão · f3 branco rei · g3 branco cavalo · b2 branco peão · c2 branco rainha · d2 branco bispo · g2 branco peão · h2 preto cavalo · a1 branco torre · f1 branco torre | 4 |
| 3 | a8 preto torre · b8 preto cavalo · c8 preto bispo · e8 preto torre · h8 preto rei · a7 preto peão · b7 preto peão · f7 preto peão · g7 preto peão · h7 branco bispo · c6 preto peão · d5 preto peão · d4 branco peão · f4 branco peão · h4 preto rainha · a3 branco peão · c3 branco cavalo · e3 branco peão · f3 branco rei · g3 branco cavalo · b2 branco peão · c2 branco rainha · d2 branco bispo · g2 branco peão · h2 preto cavalo · a1 branco torre · f1 branco torre | a8 preto torre · b8 preto cavalo · c8 preto bispo · e8 preto torre · h8 preto rei · a7 preto peão · b7 preto peão · f7 preto peão · g7 preto peão · h7 branco bispo · c6 preto peão · d5 preto peão · d4 branco peão · f4 branco peão · h4 preto rainha · a3 branco peão · c3 branco cavalo · e3 branco peão · f3 branco rei · g3 branco cavalo · b2 branco peão · c2 branco rainha · d2 branco bispo · g2 branco peão · h2 preto cavalo · a1 branco torre · f1 branco torre | a8 preto torre · b8 preto cavalo · c8 preto bispo · e8 preto torre · h8 preto rei · a7 preto peão · b7 preto peão · f7 preto peão · g7 preto peão · h7 branco bispo · c6 preto peão · d5 preto peão · d4 branco peão · f4 branco peão · h4 preto rainha · a3 branco peão · c3 branco cavalo · e3 branco peão · f3 branco rei · g3 branco cavalo · b2 branco peão · c2 branco rainha · d2 branco bispo · g2 branco peão · h2 preto cavalo · a1 branco torre · f1 branco torre | a8 preto torre · b8 preto cavalo · c8 preto bispo · e8 preto torre · h8 preto rei · a7 preto peão · b7 preto peão · f7 preto peão · g7 preto peão · h7 branco bispo · c6 preto peão · d5 preto peão · d4 branco peão · f4 branco peão · h4 preto rainha · a3 branco peão · c3 branco cavalo · e3 branco peão · f3 branco rei · g3 branco cavalo · b2 branco peão · c2 branco rainha · d2 branco bispo · g2 branco peão · h2 preto cavalo · a1 branco torre · f1 branco torre | a8 preto torre · b8 preto cavalo · c8 preto bispo · e8 preto torre · h8 preto rei · a7 preto peão · b7 preto peão · f7 preto peão · g7 preto peão · h7 branco bispo · c6 preto peão · d5 preto peão · d4 branco peão · f4 branco peão · h4 preto rainha · a3 branco peão · c3 branco cavalo · e3 branco peão · f3 branco rei · g3 branco cavalo · b2 branco peão · c2 branco rainha · d2 branco bispo · g2 branco peão · h2 preto cavalo · a1 branco torre · f1 branco torre | a8 preto torre · b8 preto cavalo · c8 preto bispo · e8 preto torre · h8 preto rei · a7 preto peão · b7 preto peão · f7 preto peão · g7 preto peão · h7 branco bispo · c6 preto peão · d5 preto peão · d4 branco peão · f4 branco peão · h4 preto rainha · a3 branco peão · c3 branco cavalo · e3 branco peão · f3 branco rei · g3 branco cavalo · b2 branco peão · c2 branco rainha · d2 branco bispo · g2 branco peão · h2 preto cavalo · a1 branco torre · f1 branco torre | a8 preto torre · b8 preto cavalo · c8 preto bispo · e8 preto torre · h8 preto rei · a7 preto peão · b7 preto peão · f7 preto peão · g7 preto peão · h7 branco bispo · c6 preto peão · d5 preto peão · d4 branco peão · f4 branco peão · h4 preto rainha · a3 branco peão · c3 branco cavalo · e3 branco peão · f3 branco rei · g3 branco cavalo · b2 branco peão · c2 branco rainha · d2 branco bispo · g2 branco peão · h2 preto cavalo · a1 branco torre · f1 branco torre | a8 preto torre · b8 preto cavalo · c8 preto bispo · e8 preto torre · h8 preto rei · a7 preto peão · b7 preto peão · f7 preto peão · g7 preto peão · h7 branco bispo · c6 preto peão · d5 preto peão · d4 branco peão · f4 branco peão · h4 preto rainha · a3 branco peão · c3 branco cavalo · e3 branco peão · f3 branco rei · g3 branco cavalo · b2 branco peão · c2 branco rainha · d2 branco bispo · g2 branco peão · h2 preto cavalo · a1 branco torre · f1 branco torre | 3 |
| 2 | a8 preto torre · b8 preto cavalo · c8 preto bispo · e8 preto torre · h8 preto rei · a7 preto peão · b7 preto peão · f7 preto peão · g7 preto peão · h7 branco bispo · c6 preto peão · d5 preto peão · d4 branco peão · f4 branco peão · h4 preto rainha · a3 branco peão · c3 branco cavalo · e3 branco peão · f3 branco rei · g3 branco cavalo · b2 branco peão · c2 branco rainha · d2 branco bispo · g2 branco peão · h2 preto cavalo · a1 branco torre · f1 branco torre | a8 preto torre · b8 preto cavalo · c8 preto bispo · e8 preto torre · h8 preto rei · a7 preto peão · b7 preto peão · f7 preto peão · g7 preto peão · h7 branco bispo · c6 preto peão · d5 preto peão · d4 branco peão · f4 branco peão · h4 preto rainha · a3 branco peão · c3 branco cavalo · e3 branco peão · f3 branco rei · g3 branco cavalo · b2 branco peão · c2 branco rainha · d2 branco bispo · g2 branco peão · h2 preto cavalo · a1 branco torre · f1 branco torre | a8 preto torre · b8 preto cavalo · c8 preto bispo · e8 preto torre · h8 preto rei · a7 preto peão · b7 preto peão · f7 preto peão · g7 preto peão · h7 branco bispo · c6 preto peão · d5 preto peão · d4 branco peão · f4 branco peão · h4 preto rainha · a3 branco peão · c3 branco cavalo · e3 branco peão · f3 branco rei · g3 branco cavalo · b2 branco peão · c2 branco rainha · d2 branco bispo · g2 branco peão · h2 preto cavalo · a1 branco torre · f1 branco torre | a8 preto torre · b8 preto cavalo · c8 preto bispo · e8 preto torre · h8 preto rei · a7 preto peão · b7 preto peão · f7 preto peão · g7 preto peão · h7 branco bispo · c6 preto peão · d5 preto peão · d4 branco peão · f4 branco peão · h4 preto rainha · a3 branco peão · c3 branco cavalo · e3 branco peão · f3 branco rei · g3 branco cavalo · b2 branco peão · c2 branco rainha · d2 branco bispo · g2 branco peão · h2 preto cavalo · a1 branco torre · f1 branco torre | a8 preto torre · b8 preto cavalo · c8 preto bispo · e8 preto torre · h8 preto rei · a7 preto peão · b7 preto peão · f7 preto peão · g7 preto peão · h7 branco bispo · c6 preto peão · d5 preto peão · d4 branco peão · f4 branco peão · h4 preto rainha · a3 branco peão · c3 branco cavalo · e3 branco peão · f3 branco rei · g3 branco cavalo · b2 branco peão · c2 branco rainha · d2 branco bispo · g2 branco peão · h2 preto cavalo · a1 branco torre · f1 branco torre | a8 preto torre · b8 preto cavalo · c8 preto bispo · e8 preto torre · h8 preto rei · a7 preto peão · b7 preto peão · f7 preto peão · g7 preto peão · h7 branco bispo · c6 preto peão · d5 preto peão · d4 branco peão · f4 branco peão · h4 preto rainha · a3 branco peão · c3 branco cavalo · e3 branco peão · f3 branco rei · g3 branco cavalo · b2 branco peão · c2 branco rainha · d2 branco bispo · g2 branco peão · h2 preto cavalo · a1 branco torre · f1 branco torre | a8 preto torre · b8 preto cavalo · c8 preto bispo · e8 preto torre · h8 preto rei · a7 preto peão · b7 preto peão · f7 preto peão · g7 preto peão · h7 branco bispo · c6 preto peão · d5 preto peão · d4 branco peão · f4 branco peão · h4 preto rainha · a3 branco peão · c3 branco cavalo · e3 branco peão · f3 branco rei · g3 branco cavalo · b2 branco peão · c2 branco rainha · d2 branco bispo · g2 branco peão · h2 preto cavalo · a1 branco torre · f1 branco torre | a8 preto torre · b8 preto cavalo · c8 preto bispo · e8 preto torre · h8 preto rei · a7 preto peão · b7 preto peão · f7 preto peão · g7 preto peão · h7 branco bispo · c6 preto peão · d5 preto peão · d4 branco peão · f4 branco peão · h4 preto rainha · a3 branco peão · c3 branco cavalo · e3 branco peão · f3 branco rei · g3 branco cavalo · b2 branco peão · c2 branco rainha · d2 branco bispo · g2 branco peão · h2 preto cavalo · a1 branco torre · f1 branco torre | 2 |
| 1 | a8 preto torre · b8 preto cavalo · c8 preto bispo · e8 preto torre · h8 preto rei · a7 preto peão · b7 preto peão · f7 preto peão · g7 preto peão · h7 branco bispo · c6 preto peão · d5 preto peão · d4 branco peão · f4 branco peão · h4 preto rainha · a3 branco peão · c3 branco cavalo · e3 branco peão · f3 branco rei · g3 branco cavalo · b2 branco peão · c2 branco rainha · d2 branco bispo · g2 branco peão · h2 preto cavalo · a1 branco torre · f1 branco torre | a8 preto torre · b8 preto cavalo · c8 preto bispo · e8 preto torre · h8 preto rei · a7 preto peão · b7 preto peão · f7 preto peão · g7 preto peão · h7 branco bispo · c6 preto peão · d5 preto peão · d4 branco peão · f4 branco peão · h4 preto rainha · a3 branco peão · c3 branco cavalo · e3 branco peão · f3 branco rei · g3 branco cavalo · b2 branco peão · c2 branco rainha · d2 branco bispo · g2 branco peão · h2 preto cavalo · a1 branco torre · f1 branco torre | a8 preto torre · b8 preto cavalo · c8 preto bispo · e8 preto torre · h8 preto rei · a7 preto peão · b7 preto peão · f7 preto peão · g7 preto peão · h7 branco bispo · c6 preto peão · d5 preto peão · d4 branco peão · f4 branco peão · h4 preto rainha · a3 branco peão · c3 branco cavalo · e3 branco peão · f3 branco rei · g3 branco cavalo · b2 branco peão · c2 branco rainha · d2 branco bispo · g2 branco peão · h2 preto cavalo · a1 branco torre · f1 branco torre | a8 preto torre · b8 preto cavalo · c8 preto bispo · e8 preto torre · h8 preto rei · a7 preto peão · b7 preto peão · f7 preto peão · g7 preto peão · h7 branco bispo · c6 preto peão · d5 preto peão · d4 branco peão · f4 branco peão · h4 preto rainha · a3 branco peão · c3 branco cavalo · e3 branco peão · f3 branco rei · g3 branco cavalo · b2 branco peão · c2 branco rainha · d2 branco bispo · g2 branco peão · h2 preto cavalo · a1 branco torre · f1 branco torre | a8 preto torre · b8 preto cavalo · c8 preto bispo · e8 preto torre · h8 preto rei · a7 preto peão · b7 preto peão · f7 preto peão · g7 preto peão · h7 branco bispo · c6 preto peão · d5 preto peão · d4 branco peão · f4 branco peão · h4 preto rainha · a3 branco peão · c3 branco cavalo · e3 branco peão · f3 branco rei · g3 branco cavalo · b2 branco peão · c2 branco rainha · d2 branco bispo · g2 branco peão · h2 preto cavalo · a1 branco torre · f1 branco torre | a8 preto torre · b8 preto cavalo · c8 preto bispo · e8 preto torre · h8 preto rei · a7 preto peão · b7 preto peão · f7 preto peão · g7 preto peão · h7 branco bispo · c6 preto peão · d5 preto peão · d4 branco peão · f4 branco peão · h4 preto rainha · a3 branco peão · c3 branco cavalo · e3 branco peão · f3 branco rei · g3 branco cavalo · b2 branco peão · c2 branco rainha · d2 branco bispo · g2 branco peão · h2 preto cavalo · a1 branco torre · f1 branco torre | a8 preto torre · b8 preto cavalo · c8 preto bispo · e8 preto torre · h8 preto rei · a7 preto peão · b7 preto peão · f7 preto peão · g7 preto peão · h7 branco bispo · c6 preto peão · d5 preto peão · d4 branco peão · f4 branco peão · h4 preto rainha · a3 branco peão · c3 branco cavalo · e3 branco peão · f3 branco rei · g3 branco cavalo · b2 branco peão · c2 branco rainha · d2 branco bispo · g2 branco peão · h2 preto cavalo · a1 branco torre · f1 branco torre | a8 preto torre · b8 preto cavalo · c8 preto bispo · e8 preto torre · h8 preto rei · a7 preto peão · b7 preto peão · f7 preto peão · g7 preto peão · h7 branco bispo · c6 preto peão · d5 preto peão · d4 branco peão · f4 branco peão · h4 preto rainha · a3 branco peão · c3 branco cavalo · e3 branco peão · f3 branco rei · g3 branco cavalo · b2 branco peão · c2 branco rainha · d2 branco bispo · g2 branco peão · h2 preto cavalo · a1 branco torre · f1 branco torre | 1 |
|   | a | b | c | d | e | f | g | h |   |

## Jogo 6
|   | a | b | c | d | e | f | g | h |   |
| 8 | e8 preto cavalo · g8 preto rei · d7 preto cavalo · e7 preto bispo · f7 preto peão · g7 preto peão · a6 preto peão · b6 preto peão · d6 preto peão · h6 preto peão · e5 preto peão · a4 branco peão · f4 branco peão · a3 branco bispo · b3 branco cavalo · c3 preto torre · g3 branco peão · h3 branco peão · c2 branco peão · e2 branco torre · g2 branco rei · d1 branco torre | e8 preto cavalo · g8 preto rei · d7 preto cavalo · e7 preto bispo · f7 preto peão · g7 preto peão · a6 preto peão · b6 preto peão · d6 preto peão · h6 preto peão · e5 preto peão · a4 branco peão · f4 branco peão · a3 branco bispo · b3 branco cavalo · c3 preto torre · g3 branco peão · h3 branco peão · c2 branco peão · e2 branco torre · g2 branco rei · d1 branco torre | e8 preto cavalo · g8 preto rei · d7 preto cavalo · e7 preto bispo · f7 preto peão · g7 preto peão · a6 preto peão · b6 preto peão · d6 preto peão · h6 preto peão · e5 preto peão · a4 branco peão · f4 branco peão · a3 branco bispo · b3 branco cavalo · c3 preto torre · g3 branco peão · h3 branco peão · c2 branco peão · e2 branco torre · g2 branco rei · d1 branco torre | e8 preto cavalo · g8 preto rei · d7 preto cavalo · e7 preto bispo · f7 preto peão · g7 preto peão · a6 preto peão · b6 preto peão · d6 preto peão · h6 preto peão · e5 preto peão · a4 branco peão · f4 branco peão · a3 branco bispo · b3 branco cavalo · c3 preto torre · g3 branco peão · h3 branco peão · c2 branco peão · e2 branco torre · g2 branco rei · d1 branco torre | e8 preto cavalo · g8 preto rei · d7 preto cavalo · e7 preto bispo · f7 preto peão · g7 preto peão · a6 preto peão · b6 preto peão · d6 preto peão · h6 preto peão · e5 preto peão · a4 branco peão · f4 branco peão · a3 branco bispo · b3 branco cavalo · c3 preto torre · g3 branco peão · h3 branco peão · c2 branco peão · e2 branco torre · g2 branco rei · d1 branco torre | e8 preto cavalo · g8 preto rei · d7 preto cavalo · e7 preto bispo · f7 preto peão · g7 preto peão · a6 preto peão · b6 preto peão · d6 preto peão · h6 preto peão · e5 preto peão · a4 branco peão · f4 branco peão · a3 branco bispo · b3 branco cavalo · c3 preto torre · g3 branco peão · h3 branco peão · c2 branco peão · e2 branco torre · g2 branco rei · d1 branco torre | e8 preto cavalo · g8 preto rei · d7 preto cavalo · e7 preto bispo · f7 preto peão · g7 preto peão · a6 preto peão · b6 preto peão · d6 preto peão · h6 preto peão · e5 preto peão · a4 branco peão · f4 branco peão · a3 branco bispo · b3 branco cavalo · c3 preto torre · g3 branco peão · h3 branco peão · c2 branco peão · e2 branco torre · g2 branco rei · d1 branco torre | e8 preto cavalo · g8 preto rei · d7 preto cavalo · e7 preto bispo · f7 preto peão · g7 preto peão · a6 preto peão · b6 preto peão · d6 preto peão · h6 preto peão · e5 preto peão · a4 branco peão · f4 branco peão · a3 branco bispo · b3 branco cavalo · c3 preto torre · g3 branco peão · h3 branco peão · c2 branco peão · e2 branco torre · g2 branco rei · d1 branco torre | 8 |
| 7 | e8 preto cavalo · g8 preto rei · d7 preto cavalo · e7 preto bispo · f7 preto peão · g7 preto peão · a6 preto peão · b6 preto peão · d6 preto peão · h6 preto peão · e5 preto peão · a4 branco peão · f4 branco peão · a3 branco bispo · b3 branco cavalo · c3 preto torre · g3 branco peão · h3 branco peão · c2 branco peão · e2 branco torre · g2 branco rei · d1 branco torre | e8 preto cavalo · g8 preto rei · d7 preto cavalo · e7 preto bispo · f7 preto peão · g7 preto peão · a6 preto peão · b6 preto peão · d6 preto peão · h6 preto peão · e5 preto peão · a4 branco peão · f4 branco peão · a3 branco bispo · b3 branco cavalo · c3 preto torre · g3 branco peão · h3 branco peão · c2 branco peão · e2 branco torre · g2 branco rei · d1 branco torre | e8 preto cavalo · g8 preto rei · d7 preto cavalo · e7 preto bispo · f7 preto peão · g7 preto peão · a6 preto peão · b6 preto peão · d6 preto peão · h6 preto peão · e5 preto peão · a4 branco peão · f4 branco peão · a3 branco bispo · b3 branco cavalo · c3 preto torre · g3 branco peão · h3 branco peão · c2 branco peão · e2 branco torre · g2 branco rei · d1 branco torre | e8 preto cavalo · g8 preto rei · d7 preto cavalo · e7 preto bispo · f7 preto peão · g7 preto peão · a6 preto peão · b6 preto peão · d6 preto peão · h6 preto peão · e5 preto peão · a4 branco peão · f4 branco peão · a3 branco bispo · b3 branco cavalo · c3 preto torre · g3 branco peão · h3 branco peão · c2 branco peão · e2 branco torre · g2 branco rei · d1 branco torre | e8 preto cavalo · g8 preto rei · d7 preto cavalo · e7 preto bispo · f7 preto peão · g7 preto peão · a6 preto peão · b6 preto peão · d6 preto peão · h6 preto peão · e5 preto peão · a4 branco peão · f4 branco peão · a3 branco bispo · b3 branco cavalo · c3 preto torre · g3 branco peão · h3 branco peão · c2 branco peão · e2 branco torre · g2 branco rei · d1 branco torre | e8 preto cavalo · g8 preto rei · d7 preto cavalo · e7 preto bispo · f7 preto peão · g7 preto peão · a6 preto peão · b6 preto peão · d6 preto peão · h6 preto peão · e5 preto peão · a4 branco peão · f4 branco peão · a3 branco bispo · b3 branco cavalo · c3 preto torre · g3 branco peão · h3 branco peão · c2 branco peão · e2 branco torre · g2 branco rei · d1 branco torre | e8 preto cavalo · g8 preto rei · d7 preto cavalo · e7 preto bispo · f7 preto peão · g7 preto peão · a6 preto peão · b6 preto peão · d6 preto peão · h6 preto peão · e5 preto peão · a4 branco peão · f4 branco peão · a3 branco bispo · b3 branco cavalo · c3 preto torre · g3 branco peão · h3 branco peão · c2 branco peão · e2 branco torre · g2 branco rei · d1 branco torre | e8 preto cavalo · g8 preto rei · d7 preto cavalo · e7 preto bispo · f7 preto peão · g7 preto peão · a6 preto peão · b6 preto peão · d6 preto peão · h6 preto peão · e5 preto peão · a4 branco peão · f4 branco peão · a3 branco bispo · b3 branco cavalo · c3 preto torre · g3 branco peão · h3 branco peão · c2 branco peão · e2 branco torre · g2 branco rei · d1 branco torre | 7 |
| 6 | e8 preto cavalo · g8 preto rei · d7 preto cavalo · e7 preto bispo · f7 preto peão · g7 preto peão · a6 preto peão · b6 preto peão · d6 preto peão · h6 preto peão · e5 preto peão · a4 branco peão · f4 branco peão · a3 branco bispo · b3 branco cavalo · c3 preto torre · g3 branco peão · h3 branco peão · c2 branco peão · e2 branco torre · g2 branco rei · d1 branco torre | e8 preto cavalo · g8 preto rei · d7 preto cavalo · e7 preto bispo · f7 preto peão · g7 preto peão · a6 preto peão · b6 preto peão · d6 preto peão · h6 preto peão · e5 preto peão · a4 branco peão · f4 branco peão · a3 branco bispo · b3 branco cavalo · c3 preto torre · g3 branco peão · h3 branco peão · c2 branco peão · e2 branco torre · g2 branco rei · d1 branco torre | e8 preto cavalo · g8 preto rei · d7 preto cavalo · e7 preto bispo · f7 preto peão · g7 preto peão · a6 preto peão · b6 preto peão · d6 preto peão · h6 preto peão · e5 preto peão · a4 branco peão · f4 branco peão · a3 branco bispo · b3 branco cavalo · c3 preto torre · g3 branco peão · h3 branco peão · c2 branco peão · e2 branco torre · g2 branco rei · d1 branco torre | e8 preto cavalo · g8 preto rei · d7 preto cavalo · e7 preto bispo · f7 preto peão · g7 preto peão · a6 preto peão · b6 preto peão · d6 preto peão · h6 preto peão · e5 preto peão · a4 branco peão · f4 branco peão · a3 branco bispo · b3 branco cavalo · c3 preto torre · g3 branco peão · h3 branco peão · c2 branco peão · e2 branco torre · g2 branco rei · d1 branco torre | e8 preto cavalo · g8 preto rei · d7 preto cavalo · e7 preto bispo · f7 preto peão · g7 preto peão · a6 preto peão · b6 preto peão · d6 preto peão · h6 preto peão · e5 preto peão · a4 branco peão · f4 branco peão · a3 branco bispo · b3 branco cavalo · c3 preto torre · g3 branco peão · h3 branco peão · c2 branco peão · e2 branco torre · g2 branco rei · d1 branco torre | e8 preto cavalo · g8 preto rei · d7 preto cavalo · e7 preto bispo · f7 preto peão · g7 preto peão · a6 preto peão · b6 preto peão · d6 preto peão · h6 preto peão · e5 preto peão · a4 branco peão · f4 branco peão · a3 branco bispo · b3 branco cavalo · c3 preto torre · g3 branco peão · h3 branco peão · c2 branco peão · e2 branco torre · g2 branco rei · d1 branco torre | e8 preto cavalo · g8 preto rei · d7 preto cavalo · e7 preto bispo · f7 preto peão · g7 preto peão · a6 preto peão · b6 preto peão · d6 preto peão · h6 preto peão · e5 preto peão · a4 branco peão · f4 branco peão · a3 branco bispo · b3 branco cavalo · c3 preto torre · g3 branco peão · h3 branco peão · c2 branco peão · e2 branco torre · g2 branco rei · d1 branco torre | e8 preto cavalo · g8 preto rei · d7 preto cavalo · e7 preto bispo · f7 preto peão · g7 preto peão · a6 preto peão · b6 preto peão · d6 preto peão · h6 preto peão · e5 preto peão · a4 branco peão · f4 branco peão · a3 branco bispo · b3 branco cavalo · c3 preto torre · g3 branco peão · h3 branco peão · c2 branco peão · e2 branco torre · g2 branco rei · d1 branco torre | 6 |
| 5 | e8 preto cavalo · g8 preto rei · d7 preto cavalo · e7 preto bispo · f7 preto peão · g7 preto peão · a6 preto peão · b6 preto peão · d6 preto peão · h6 preto peão · e5 preto peão · a4 branco peão · f4 branco peão · a3 branco bispo · b3 branco cavalo · c3 preto torre · g3 branco peão · h3 branco peão · c2 branco peão · e2 branco torre · g2 branco rei · d1 branco torre | e8 preto cavalo · g8 preto rei · d7 preto cavalo · e7 preto bispo · f7 preto peão · g7 preto peão · a6 preto peão · b6 preto peão · d6 preto peão · h6 preto peão · e5 preto peão · a4 branco peão · f4 branco peão · a3 branco bispo · b3 branco cavalo · c3 preto torre · g3 branco peão · h3 branco peão · c2 branco peão · e2 branco torre · g2 branco rei · d1 branco torre | e8 preto cavalo · g8 preto rei · d7 preto cavalo · e7 preto bispo · f7 preto peão · g7 preto peão · a6 preto peão · b6 preto peão · d6 preto peão · h6 preto peão · e5 preto peão · a4 branco peão · f4 branco peão · a3 branco bispo · b3 branco cavalo · c3 preto torre · g3 branco peão · h3 branco peão · c2 branco peão · e2 branco torre · g2 branco rei · d1 branco torre | e8 preto cavalo · g8 preto rei · d7 preto cavalo · e7 preto bispo · f7 preto peão · g7 preto peão · a6 preto peão · b6 preto peão · d6 preto peão · h6 preto peão · e5 preto peão · a4 branco peão · f4 branco peão · a3 branco bispo · b3 branco cavalo · c3 preto torre · g3 branco peão · h3 branco peão · c2 branco peão · e2 branco torre · g2 branco rei · d1 branco torre | e8 preto cavalo · g8 preto rei · d7 preto cavalo · e7 preto bispo · f7 preto peão · g7 preto peão · a6 preto peão · b6 preto peão · d6 preto peão · h6 preto peão · e5 preto peão · a4 branco peão · f4 branco peão · a3 branco bispo · b3 branco cavalo · c3 preto torre · g3 branco peão · h3 branco peão · c2 branco peão · e2 branco torre · g2 branco rei · d1 branco torre | e8 preto cavalo · g8 preto rei · d7 preto cavalo · e7 preto bispo · f7 preto peão · g7 preto peão · a6 preto peão · b6 preto peão · d6 preto peão · h6 preto peão · e5 preto peão · a4 branco peão · f4 branco peão · a3 branco bispo · b3 branco cavalo · c3 preto torre · g3 branco peão · h3 branco peão · c2 branco peão · e2 branco torre · g2 branco rei · d1 branco torre | e8 preto cavalo · g8 preto rei · d7 preto cavalo · e7 preto bispo · f7 preto peão · g7 preto peão · a6 preto peão · b6 preto peão · d6 preto peão · h6 preto peão · e5 preto peão · a4 branco peão · f4 branco peão · a3 branco bispo · b3 branco cavalo · c3 preto torre · g3 branco peão · h3 branco peão · c2 branco peão · e2 branco torre · g2 branco rei · d1 branco torre | e8 preto cavalo · g8 preto rei · d7 preto cavalo · e7 preto bispo · f7 preto peão · g7 preto peão · a6 preto peão · b6 preto peão · d6 preto peão · h6 preto peão · e5 preto peão · a4 branco peão · f4 branco peão · a3 branco bispo · b3 branco cavalo · c3 preto torre · g3 branco peão · h3 branco peão · c2 branco peão · e2 branco torre · g2 branco rei · d1 branco torre | 5 |
| 4 | e8 preto cavalo · g8 preto rei · d7 preto cavalo · e7 preto bispo · f7 preto peão · g7 preto peão · a6 preto peão · b6 preto peão · d6 preto peão · h6 preto peão · e5 preto peão · a4 branco peão · f4 branco peão · a3 branco bispo · b3 branco cavalo · c3 preto torre · g3 branco peão · h3 branco peão · c2 branco peão · e2 branco torre · g2 branco rei · d1 branco torre | e8 preto cavalo · g8 preto rei · d7 preto cavalo · e7 preto bispo · f7 preto peão · g7 preto peão · a6 preto peão · b6 preto peão · d6 preto peão · h6 preto peão · e5 preto peão · a4 branco peão · f4 branco peão · a3 branco bispo · b3 branco cavalo · c3 preto torre · g3 branco peão · h3 branco peão · c2 branco peão · e2 branco torre · g2 branco rei · d1 branco torre | e8 preto cavalo · g8 preto rei · d7 preto cavalo · e7 preto bispo · f7 preto peão · g7 preto peão · a6 preto peão · b6 preto peão · d6 preto peão · h6 preto peão · e5 preto peão · a4 branco peão · f4 branco peão · a3 branco bispo · b3 branco cavalo · c3 preto torre · g3 branco peão · h3 branco peão · c2 branco peão · e2 branco torre · g2 branco rei · d1 branco torre | e8 preto cavalo · g8 preto rei · d7 preto cavalo · e7 preto bispo · f7 preto peão · g7 preto peão · a6 preto peão · b6 preto peão · d6 preto peão · h6 preto peão · e5 preto peão · a4 branco peão · f4 branco peão · a3 branco bispo · b3 branco cavalo · c3 preto torre · g3 branco peão · h3 branco peão · c2 branco peão · e2 branco torre · g2 branco rei · d1 branco torre | e8 preto cavalo · g8 preto rei · d7 preto cavalo · e7 preto bispo · f7 preto peão · g7 preto peão · a6 preto peão · b6 preto peão · d6 preto peão · h6 preto peão · e5 preto peão · a4 branco peão · f4 branco peão · a3 branco bispo · b3 branco cavalo · c3 preto torre · g3 branco peão · h3 branco peão · c2 branco peão · e2 branco torre · g2 branco rei · d1 branco torre | e8 preto cavalo · g8 preto rei · d7 preto cavalo · e7 preto bispo · f7 preto peão · g7 preto peão · a6 preto peão · b6 preto peão · d6 preto peão · h6 preto peão · e5 preto peão · a4 branco peão · f4 branco peão · a3 branco bispo · b3 branco cavalo · c3 preto torre · g3 branco peão · h3 branco peão · c2 branco peão · e2 branco torre · g2 branco rei · d1 branco torre | e8 preto cavalo · g8 preto rei · d7 preto cavalo · e7 preto bispo · f7 preto peão · g7 preto peão · a6 preto peão · b6 preto peão · d6 preto peão · h6 preto peão · e5 preto peão · a4 branco peão · f4 branco peão · a3 branco bispo · b3 branco cavalo · c3 preto torre · g3 branco peão · h3 branco peão · c2 branco peão · e2 branco torre · g2 branco rei · d1 branco torre | e8 preto cavalo · g8 preto rei · d7 preto cavalo · e7 preto bispo · f7 preto peão · g7 preto peão · a6 preto peão · b6 preto peão · d6 preto peão · h6 preto peão · e5 preto peão · a4 branco peão · f4 branco peão · a3 branco bispo · b3 branco cavalo · c3 preto torre · g3 branco peão · h3 branco peão · c2 branco peão · e2 branco torre · g2 branco rei · d1 branco torre | 4 |
| 3 | e8 preto cavalo · g8 preto rei · d7 preto cavalo · e7 preto bispo · f7 preto peão · g7 preto peão · a6 preto peão · b6 preto peão · d6 preto peão · h6 preto peão · e5 preto peão · a4 branco peão · f4 branco peão · a3 branco bispo · b3 branco cavalo · c3 preto torre · g3 branco peão · h3 branco peão · c2 branco peão · e2 branco torre · g2 branco rei · d1 branco torre | e8 preto cavalo · g8 preto rei · d7 preto cavalo · e7 preto bispo · f7 preto peão · g7 preto peão · a6 preto peão · b6 preto peão · d6 preto peão · h6 preto peão · e5 preto peão · a4 branco peão · f4 branco peão · a3 branco bispo · b3 branco cavalo · c3 preto torre · g3 branco peão · h3 branco peão · c2 branco peão · e2 branco torre · g2 branco rei · d1 branco torre | e8 preto cavalo · g8 preto rei · d7 preto cavalo · e7 preto bispo · f7 preto peão · g7 preto peão · a6 preto peão · b6 preto peão · d6 preto peão · h6 preto peão · e5 preto peão · a4 branco peão · f4 branco peão · a3 branco bispo · b3 branco cavalo · c3 preto torre · g3 branco peão · h3 branco peão · c2 branco peão · e2 branco torre · g2 branco rei · d1 branco torre | e8 preto cavalo · g8 preto rei · d7 preto cavalo · e7 preto bispo · f7 preto peão · g7 preto peão · a6 preto peão · b6 preto peão · d6 preto peão · h6 preto peão · e5 preto peão · a4 branco peão · f4 branco peão · a3 branco bispo · b3 branco cavalo · c3 preto torre · g3 branco peão · h3 branco peão · c2 branco peão · e2 branco torre · g2 branco rei · d1 branco torre | e8 preto cavalo · g8 preto rei · d7 preto cavalo · e7 preto bispo · f7 preto peão · g7 preto peão · a6 preto peão · b6 preto peão · d6 preto peão · h6 preto peão · e5 preto peão · a4 branco peão · f4 branco peão · a3 branco bispo · b3 branco cavalo · c3 preto torre · g3 branco peão · h3 branco peão · c2 branco peão · e2 branco torre · g2 branco rei · d1 branco torre | e8 preto cavalo · g8 preto rei · d7 preto cavalo · e7 preto bispo · f7 preto peão · g7 preto peão · a6 preto peão · b6 preto peão · d6 preto peão · h6 preto peão · e5 preto peão · a4 branco peão · f4 branco peão · a3 branco bispo · b3 branco cavalo · c3 preto torre · g3 branco peão · h3 branco peão · c2 branco peão · e2 branco torre · g2 branco rei · d1 branco torre | e8 preto cavalo · g8 preto rei · d7 preto cavalo · e7 preto bispo · f7 preto peão · g7 preto peão · a6 preto peão · b6 preto peão · d6 preto peão · h6 preto peão · e5 preto peão · a4 branco peão · f4 branco peão · a3 branco bispo · b3 branco cavalo · c3 preto torre · g3 branco peão · h3 branco peão · c2 branco peão · e2 branco torre · g2 branco rei · d1 branco torre | e8 preto cavalo · g8 preto rei · d7 preto cavalo · e7 preto bispo · f7 preto peão · g7 preto peão · a6 preto peão · b6 preto peão · d6 preto peão · h6 preto peão · e5 preto peão · a4 branco peão · f4 branco peão · a3 branco bispo · b3 branco cavalo · c3 preto torre · g3 branco peão · h3 branco peão · c2 branco peão · e2 branco torre · g2 branco rei · d1 branco torre | 3 |
| 2 | e8 preto cavalo · g8 preto rei · d7 preto cavalo · e7 preto bispo · f7 preto peão · g7 preto peão · a6 preto peão · b6 preto peão · d6 preto peão · h6 preto peão · e5 preto peão · a4 branco peão · f4 branco peão · a3 branco bispo · b3 branco cavalo · c3 preto torre · g3 branco peão · h3 branco peão · c2 branco peão · e2 branco torre · g2 branco rei · d1 branco torre | e8 preto cavalo · g8 preto rei · d7 preto cavalo · e7 preto bispo · f7 preto peão · g7 preto peão · a6 preto peão · b6 preto peão · d6 preto peão · h6 preto peão · e5 preto peão · a4 branco peão · f4 branco peão · a3 branco bispo · b3 branco cavalo · c3 preto torre · g3 branco peão · h3 branco peão · c2 branco peão · e2 branco torre · g2 branco rei · d1 branco torre | e8 preto cavalo · g8 preto rei · d7 preto cavalo · e7 preto bispo · f7 preto peão · g7 preto peão · a6 preto peão · b6 preto peão · d6 preto peão · h6 preto peão · e5 preto peão · a4 branco peão · f4 branco peão · a3 branco bispo · b3 branco cavalo · c3 preto torre · g3 branco peão · h3 branco peão · c2 branco peão · e2 branco torre · g2 branco rei · d1 branco torre | e8 preto cavalo · g8 preto rei · d7 preto cavalo · e7 preto bispo · f7 preto peão · g7 preto peão · a6 preto peão · b6 preto peão · d6 preto peão · h6 preto peão · e5 preto peão · a4 branco peão · f4 branco peão · a3 branco bispo · b3 branco cavalo · c3 preto torre · g3 branco peão · h3 branco peão · c2 branco peão · e2 branco torre · g2 branco rei · d1 branco torre | e8 preto cavalo · g8 preto rei · d7 preto cavalo · e7 preto bispo · f7 preto peão · g7 preto peão · a6 preto peão · b6 preto peão · d6 preto peão · h6 preto peão · e5 preto peão · a4 branco peão · f4 branco peão · a3 branco bispo · b3 branco cavalo · c3 preto torre · g3 branco peão · h3 branco peão · c2 branco peão · e2 branco torre · g2 branco rei · d1 branco torre | e8 preto cavalo · g8 preto rei · d7 preto cavalo · e7 preto bispo · f7 preto peão · g7 preto peão · a6 preto peão · b6 preto peão · d6 preto peão · h6 preto peão · e5 preto peão · a4 branco peão · f4 branco peão · a3 branco bispo · b3 branco cavalo · c3 preto torre · g3 branco peão · h3 branco peão · c2 branco peão · e2 branco torre · g2 branco rei · d1 branco torre | e8 preto cavalo · g8 preto rei · d7 preto cavalo · e7 preto bispo · f7 preto peão · g7 preto peão · a6 preto peão · b6 preto peão · d6 preto peão · h6 preto peão · e5 preto peão · a4 branco peão · f4 branco peão · a3 branco bispo · b3 branco cavalo · c3 preto torre · g3 branco peão · h3 branco peão · c2 branco peão · e2 branco torre · g2 branco rei · d1 branco torre | e8 preto cavalo · g8 preto rei · d7 preto cavalo · e7 preto bispo · f7 preto peão · g7 preto peão · a6 preto peão · b6 preto peão · d6 preto peão · h6 preto peão · e5 preto peão · a4 branco peão · f4 branco peão · a3 branco bispo · b3 branco cavalo · c3 preto torre · g3 branco peão · h3 branco peão · c2 branco peão · e2 branco torre · g2 branco rei · d1 branco torre | 2 |
| 1 | e8 preto cavalo · g8 preto rei · d7 preto cavalo · e7 preto bispo · f7 preto peão · g7 preto peão · a6 preto peão · b6 preto peão · d6 preto peão · h6 preto peão · e5 preto peão · a4 branco peão · f4 branco peão · a3 branco bispo · b3 branco cavalo · c3 preto torre · g3 branco peão · h3 branco peão · c2 branco peão · e2 branco torre · g2 branco rei · d1 branco torre | e8 preto cavalo · g8 preto rei · d7 preto cavalo · e7 preto bispo · f7 preto peão · g7 preto peão · a6 preto peão · b6 preto peão · d6 preto peão · h6 preto peão · e5 preto peão · a4 branco peão · f4 branco peão · a3 branco bispo · b3 branco cavalo · c3 preto torre · g3 branco peão · h3 branco peão · c2 branco peão · e2 branco torre · g2 branco rei · d1 branco torre | e8 preto cavalo · g8 preto rei · d7 preto cavalo · e7 preto bispo · f7 preto peão · g7 preto peão · a6 preto peão · b6 preto peão · d6 preto peão · h6 preto peão · e5 preto peão · a4 branco peão · f4 branco peão · a3 branco bispo · b3 branco cavalo · c3 preto torre · g3 branco peão · h3 branco peão · c2 branco peão · e2 branco torre · g2 branco rei · d1 branco torre | e8 preto cavalo · g8 preto rei · d7 preto cavalo · e7 preto bispo · f7 preto peão · g7 preto peão · a6 preto peão · b6 preto peão · d6 preto peão · h6 preto peão · e5 preto peão · a4 branco peão · f4 branco peão · a3 branco bispo · b3 branco cavalo · c3 preto torre · g3 branco peão · h3 branco peão · c2 branco peão · e2 branco torre · g2 branco rei · d1 branco torre | e8 preto cavalo · g8 preto rei · d7 preto cavalo · e7 preto bispo · f7 preto peão · g7 preto peão · a6 preto peão · b6 preto peão · d6 preto peão · h6 preto peão · e5 preto peão · a4 branco peão · f4 branco peão · a3 branco bispo · b3 branco cavalo · c3 preto torre · g3 branco peão · h3 branco peão · c2 branco peão · e2 branco torre · g2 branco rei · d1 branco torre | e8 preto cavalo · g8 preto rei · d7 preto cavalo · e7 preto bispo · f7 preto peão · g7 preto peão · a6 preto peão · b6 preto peão · d6 preto peão · h6 preto peão · e5 preto peão · a4 branco peão · f4 branco peão · a3 branco bispo · b3 branco cavalo · c3 preto torre · g3 branco peão · h3 branco peão · c2 branco peão · e2 branco torre · g2 branco rei · d1 branco torre | e8 preto cavalo · g8 preto rei · d7 preto cavalo · e7 preto bispo · f7 preto peão · g7 preto peão · a6 preto peão · b6 preto peão · d6 preto peão · h6 preto peão · e5 preto peão · a4 branco peão · f4 branco peão · a3 branco bispo · b3 branco cavalo · c3 preto torre · g3 branco peão · h3 branco peão · c2 branco peão · e2 branco torre · g2 branco rei · d1 branco torre | e8 preto cavalo · g8 preto rei · d7 preto cavalo · e7 preto bispo · f7 preto peão · g7 preto peão · a6 preto peão · b6 preto peão · d6 preto peão · h6 preto peão · e5 preto peão · a4 branco peão · f4 branco peão · a3 branco bispo · b3 branco cavalo · c3 preto torre · g3 branco peão · h3 branco peão · c2 branco peão · e2 branco torre · g2 branco rei · d1 branco torre | 1 |
|   | a | b | c | d | e | f | g | h |   |

Data - 7 de Fevereiro de 2003

Brancas - Deep Junior

Pretas - Garry Kasparov
Notação do jogo
1.e4  c5  2.Cf3  d6  3.d4  cxd4  4.Cxd4  Cf6  5.Cc3  a6  6.Be2  e5  7.Cb3  Be7  8.0-0  0-0  9.Rh1  Bd7  10.Be3  Bc6  11.Bf3  Cbd7  12.a4  b6  13.Dd3  Bb7  14.h3  Tc8  15.Tad1  h6  16.Tfe1  Dc7  17.g3  Tfd8  18.Rh2  Te8  19.Te2  Dc4  20.Dxc4  Txc4  21.Cd2  Tc7  22.Bg2  Tec8  23.Cb3  Txc3  24.bxc3  Bxe4  25.Bc1  Bxg2  26.Rxg2  Txc3  27.Ba3  Ce8  28.f4

½-½ 